# Novak Đoković
Novak Đoković (in serbo Новак Ђоковић?; AFI: [ˈnɔvaːk ˈʥɔːkɔviʨ], ; Belgrado, 22 maggio 1987) è un tennista serbo.

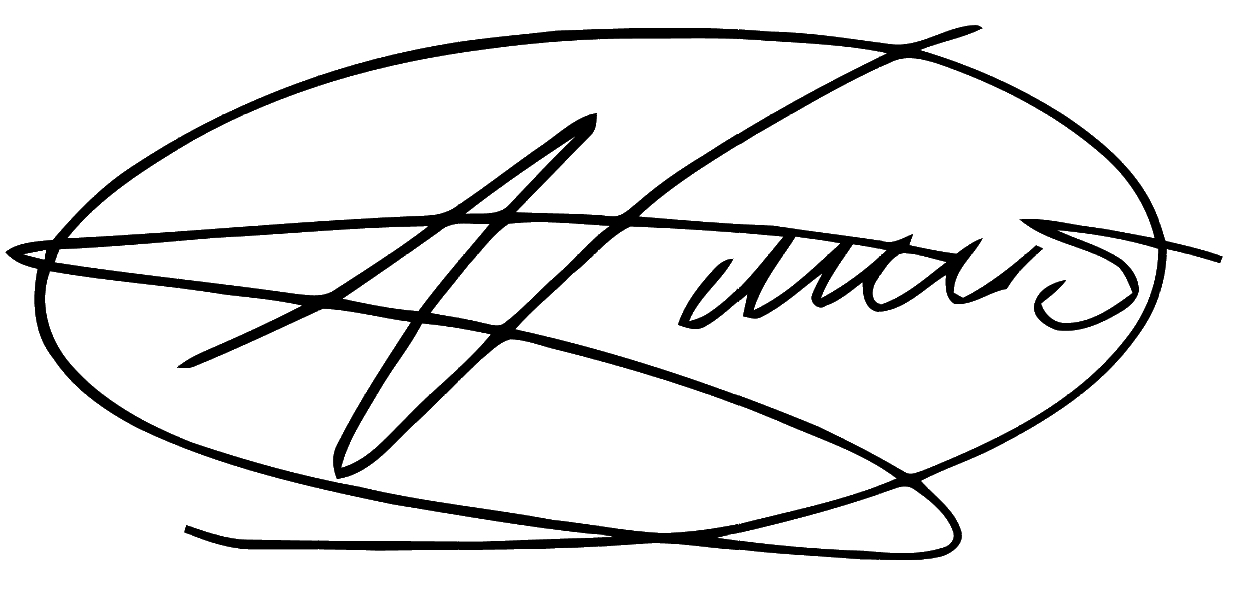
Firma di Novak Đoković

In virtù dei suoi primati, dei suoi record assoluti, dei titoli vinti e dello stile di gioco completo ed efficace su ogni superficie, è considerato uno dei più forti tennisti di tutti i tempi, nonché uno dei più grandi sportivi della storia.
Con 24 successi, 79 partecipazioni e 37 finali, è il tennista più vincente della storia nelle prove di singolare maschile del Grande Slam: 10 Australian Open (record maschile), 7 Wimbledon, 4 US Open e 3 Roland Garros. È inoltre l'unico tennista dell'era Open, insieme a Rod Laver, ad aver vinto consecutivamente tutti e quattro i tornei del Grande Slam, nel suo caso però non nello stesso anno solare (Piccolo Slam), ma è il solo ad aver realizzato l'impresa su tre superfici differenti e l'unico in assoluto ad aver vinto almeno tre volte ogni singolo Major.
Con 72 successi in singolare maschile, è in testa alla classifica delle vittorie dei Big Titles, ovvero i tornei di tennis più importanti e prestigiosi al mondo, mentre siede al terzo posto nella graduatoria dei più titolati per successi individuali (100). Oltre ai già citati 24 Slam, ha vinto 7 ATP Finals (record), di cui 4 consecutive (record), una medaglia d'oro ai Giochi olimpici di Parigi 2024 e 40 Masters 1000 (record), risultando l'unico tennista ad aver vinto ogni singolo torneo di questa categoria. È inoltre l'unico tennista della storia, insieme ad Andre Agassi, ad aver completato il Career Super Slam. In aggiunta a ciò è l'unico tennista ad aver vinto almeno una volta in carriera tutti i nove tornei Masters 1000 (nel suo caso due volte), completando il Career Golden Masters, e l'unico ad averne vinti sei in un anno solare. Nei suddetti tornei ha un record di 11 finali consecutive, da Parigi 2014 a Miami 2016 (con 9 vittorie). Nel suo palmarès figurano anche 15 ATP 500, 13 ATP 250, una Coppa Davis con la nazionale serba, una Laver Cup, un'ATP Cup e la medaglia di bronzo ai Giochi olimpici di Pechino 2008, oltre al record di titoli conquistati sul cemento (71, a pari merito con Roger Federer).
È il tennista che ha trascorso il maggior numero di settimane in assoluto al vertice della classifica mondiale (428), di cui 122 consecutive. Ha chiuso per otto volte la stagione da nº 1 del mondo (2011, 2012, 2014, 2015, 2018, 2020, 2021 e 2023), ed è stato premiato per otto volte come ITF World Champion dall'International Tennis Federation (entrambi record assoluti). È inoltre il tennista più anziano di sempre ad essere stato nº 1.
Con un montepremi di quasi 188 milioni di dollari, è l'atleta che ha ottenuto i maggiori guadagni nella storia del tennis.

## Biografia
Nasce nel 1987 a Belgrado, allora capitale della Jugoslavia, da Srđan Đoković e Dijana Žagar. Ha anche due fratelli minori Marko e Đorđe che hanno intrapreso la carriera di tennisti.
Incomincia ad appassionarsi al tennis a sei anni, quando vede costruire dei campi da tennis davanti alla pizzeria dei genitori nella località sciistica di Kopaonik. Dopo la realizzazione dei campi, giunge l'allenatrice Jelena Genčić, ex tennista professionista e scopritrice del talento di Monica Seles. Novak osserva spesso gli allenamenti e Genčić gli chiede se vuole giocare: lui accetta e, dopo qualche allenamento, Genčić si rende conto che è un "bambino prodigio", e convince i genitori che diventerà un grande del tennis mondiale e ad assecondarne il talento, diventando la sua coach nei primi 5 anni e contribuendo alla sua formazione. Đoković in seguito dichiarerà con gratitudine di aver imparato molto da lei. È lei a convincerlo a colpire il rovescio con due mani facendolo rinunciare a quello ad una mano del suo idolo Pete Sampras. Donna di grande cultura, impartisce all'allievo anche lezioni su letteratura e musica classica.
Nel gennaio 2010 perde al quinto set i quarti di finale degli Australian Open contro Jo-Wilfried Tsonga a causa di continui spasmi allo stomaco. Nel luglio successivo il dottor Igor Četojević gli diagnostica un'intolleranza al glutine prescrivendogli una dieta bilanciata. Un anno dopo raggiunge una continuità di risultati che lo portano a grandi successi come la conquista del torneo di Wimbledon e il raggiungimento della posizione nº 1 al mondo.
Nel luglio 2014 sposa Jelena Ristić, con cui aveva una relazione fin dall'infanzia, e che qualche mese dopo darà alla luce il loro primo figlio Stefan. Nel 2017 nasce la figlia Tara.
Dal 2015 dichiara di seguire uno stile di vita vegano con una dieta a base vegetale.
Novak Đoković parla fluentemente serbo, inglese, francese, tedesco e italiano, oltre ad avere una conoscenza di base di spagnolo e arabo.
È soprannominato "Joker" (o talvolta "Djoker"), sia per il gioco di parole sulla pronuncia in inglese del suo cognome (joke-a-vitch), sia per il suo carattere burlone (sono note le sue imitazioni degli atteggiamenti di Federer, Nadal, McEnroe, Šarapova, Roddick, Williams...) e per la canzone omonima dedicatagli dalla band blues rock serba "Zona B". Nel periodo di maggior successo era chiamato anche "Serbinator", un gioco di parole tra le sue origini e il film Terminator.

### Iniziative oltre il tennis
Particolarmente legato alla sua terra d'origine, Novak Đoković è stato a capo di diverse iniziative umane e benefiche verso la sua popolazione e il suo territorio. Ha fondato nel 2007 insieme alla moglie la "The Novak Djokovic Foundation Onlus", ente benefico per favorire la scolarizzazione primaria dei bambini, provvedendo ad aiutare oltre 50.000 bambini.
Nel 2014 ha donato l'intera somma vinta durante gli Internazionali d'Italia, la cifra di quasi 550 mila euro, alle popolazioni serbe colpite da una forte alluvione. Ha aperto un ristorante che fornisce pasti gratis per i più bisognosi nella sua città natale di Belgrado.
Devoto cristiano ortodosso, è stato insignito dell'Ordine di San Sava nel 2011, e si è prodigato più volte per la conservazione e restaurazione di edifici di culto.
Durante la pandemia di Covid-19, il tennista serbo ha fatto un'ingente donazione agli ospedali di Bergamo, dove si era verificato il picco iniziale di casi accertati, oltre ad aver donato circa il triplo della somma agli ospedali serbi, particolarmente quelli delle città più colpite, ed ha anche contribuito al fondo d'emergenza anti-pandemico spagnolo istituito dall'altro campione del tennis, Rafael Nadal.
Dopo la vittoria della medaglia d'oro alle Olimpiadi di Parigi il governo serbo gli ha conferito un premio speciale di 200.000 euro che Đoković ha deciso di devolvere interamente in beneficenza.

## Carriera

### Tra gli juniores
Fa il suo esordio nell'ITF Junior Circuit nel 2000, allenato da Alberto Castellani, a soli 13 anni, e nel 2002 vince due titoli in singolare in tornei di grade 4. Nel 2003 consegue il successo più importante da juniores trionfando in coppia con Viktor Troicki nel torneo di doppio del prestigioso Trofeo Bonfiglio. A settembre gioca la Coppa Davis Junior per la Jugoslavia, vincendo tutti i match disputati eccetto quello di doppio con la Francia, che passa alle semifinali, mentre la Jugoslavia si deve accontentare della vittoria nella finale per il 5º e 6º posto. Nel gennaio 2004 arriva in semifinale all'Australian Open di categoria sia in singolare sia in doppio e a fine torneo sale alla 24ª posizione mondiale, il suo miglior ranking da juniores. Disputa un solo altro torneo ad agosto, portando il suo palmares tra gli juniores a tre titoli con un bilancio di 79 vittorie e 18 sconfitte tra singolare e doppio.

### 2003-2004, inizi tra i professionisti, primi titoli ITF e Challenger e top 200
Muove i primi passi tra i professionisti nel 2003 nel circuito ITF. Al suo esordio perde al primo turno a Monaco di Baviera e, al terzo torneo disputato, a giugno vince il primo titolo in singolare all'ITF Futures Serbia F3. Inizia a giocare con continuità nel 2004 e a febbraio debutta in un torneo Challenger a Belgrado uscendo al primo turno. Ad aprile esordisce anche nella squadra serbo-montenegrina di Coppa Davis sconfiggendo il lettone Janis Skroderis per 6–2, 6–2. Il mese successivo vince il torneo ITF Hungary F1 e conquista il primo titolo Challenger a Budapest con la vittoria in finale su Daniele Bracciali, per 6-1, 6-2.
A luglio fa la sua prima esperienza nel circuito maggiore: dopo aver superato le qualificazioni a Umago, perde in due set all'esordio nel main draw contro Filippo Volandri. Ad agosto vince nel torneo F5 di Serbia & Montenegro sia il titolo in singolare che il suo primo titolo in doppio. Supera le qualificazioni anche all'ATP di Bucarest, dove ottiene la sua prima vittoria nel circuito maggiore, battendo in rimonta il nº 67 del ranking Arnaud Clément, primo top 100 sconfitto in carriera; al secondo turno perde contro David Ferrer. La settimana dopo vince anche il suo primo incontro ATP di doppio al torneo di Bangkok. A novembre supera Lars Burgsmüller nella finale del Challenger di Aquisgrana, entrando nella top 200 del ranking, alla 184ª posizione mondiale.

### 2005: esordio in tutti i tornei del Grande Slam e top 100
Il 2005 si apre con la prima partecipazione a un torneo dello Slam, l'Australian Open, dove supera le qualificazioni e al primo turno raccoglie solo 3 giochi contro il nº 4 del mondo Marat Safin. Vince entrambi i singolari nella sfida di Coppa Davis contro lo Zimbabwe, mentre a maggio contro il Belgio viene sconfitto sia da Olivier Rochus sia da Kristof Vliegen. Quello stesso mese disputa il suo ultimo Challenger a Sanremo, vincendolo, prima di entrare nel circuito maggiore. Al suo esordio al Roland Garros supera le qualificazioni e ottiene anche la prima vittoria in un torneo dello Slam con il successo sul nº 71 del ranking Robby Ginepri, mentre al secondo turno è costretto al ritiro per problemi respiratori durante il match con il nº 9 del mondo Guillermo Coria sul risultato di un set pari. Fa il suo esordio anche sull'erba di Wimbledon, dove supera le qualificazioni ed elimina nel main draw i top 100 Juan Mónaco e Guillermo García López prima di cedere a Sébastien Grosjean. Con questi risultati fa il suo ingresso nella top 100, in 94ª posizione.
Supera per la prima volta le qualificazioni in un torneo Master Series a Cincinnati dove perde al primo turno un match equilibrato contro il top 20, Fernando González. I progressi in classifica gli valgono l'ingresso diretto al tabellone principale per il suo debutto all'US Open, al primo turno elimina in cinque set l'altra giovane promessa, Gaël Monfils, nel match seguente supera Mario Ančić, e perde al quinto set contro Fernando Verdasco al terzo turno. A ottobre si qualifica per il Master Series di Parigi e al secondo turno ottiene la prima vittoria contro un top-10, il nº 9 del ranking e finalista al Roland Garros, Mariano Puerta, con il punteggio di 6–3, 7–6. Esce infine al terzo turno per mano di Tommy Robredo. Chiude l'anno al 78º posto, quale più giovane tennista dei primi 100 del ranking.

### 2006: primi titoli ATP e top 20

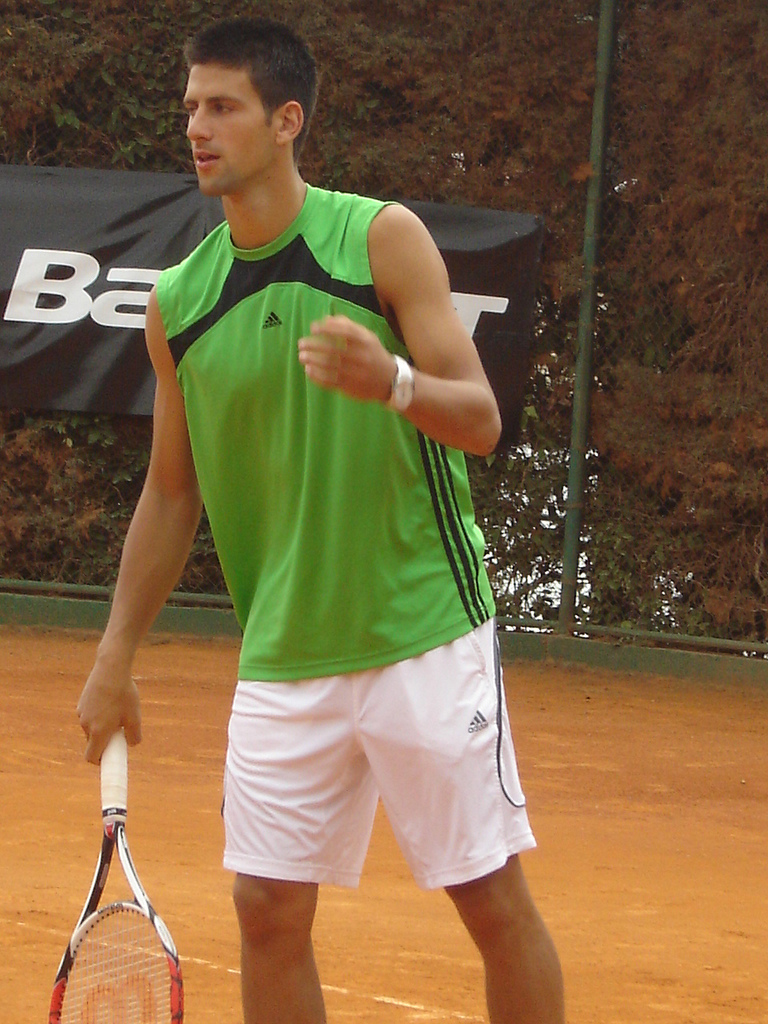
Đoković a Umago nel 2006

All'esordio stagionale viene eliminato al primo turno dell'Australian Open da Paul Goldstein. Si rifà subito raggiungendo la sua prima semifinale ATP al torneo di Zagabria, dove supera tra gli altri Radek Štěpánek e cede in tre set al padrone di casa e nº 5 del mondo, Ivan Ljubičić. Vince entrambi i singolari di Coppa Davis nella sfida di primo turno contro Israele. Al torneo di Rotterdam si spinge fino ai quarti di finale dove esce per mano di Štěpánek, mentre viene eliminato al primo turno di Indian Wells da Julien Benneteau, e al secondo a Miami da Guillermo Coria. Vince entrambi i singolari anche nei quarti di Coppa Davis contro la Gran Bretagna, incluso quello contro l'ex nº 4 del mondo, Greg Rusedski.
Inizia la stagione sulla terra al Masters di Monte Carlo, dove un sorteggio sfortunato lo vede subito opposto a Roger Federer che si impone al terzo set. Sconfitto al primo turno anche a Barcellona, al Masters di Amburgo supera Coria e viene sconfitto al secondo turno da Verdasco. Al Roland Garros dimostra il proprio valore sul rosso, dopo aver usufruito del ritiro al primo turno di Luis Horna, al secondo elimina il nº 9 del mondo Fernando González, sconfitto 6–1 nel parziale decisivo. Non perde alcun set nei successivi match contro i top 30 Tommy Haas e Gaël Monfils, ma nei quarti è costretto al ritiro per problemi alla schiena contro il campione in carica Rafael Nadal quando è sotto di due set.
Sconfitto al secondo turno sull'erba di s'Hertogenbosh, a Wimbledon supera in tre set Goldstein e il nº 8 del mondo, Robredo, ha quindi la meglio su Michail Južnyj, ma negli ottavi di finale perde da Mario Ančić, che grazie alla potenza del proprio servizio prevale per 6-3 al quinto. Đoković vince il primo titolo ATP sulla terra di Amersfoort con la vittoria in finale su Nicolás Massú per 7–6, 6–4. Raggiunge la finale anche al torneo di Umago, in cui però si ritira a causa di problemi respiratori che lo costringeranno a un intervento chirurgico e a restare lontano dai campi per alcune settimane.
Si ripresenta al Cincinnati Masters ed esce al secondo turno per mano di Florent Serra. All'US Open supera con fatica al secondo turno Mardy Fish, ma al terzo Lleyton Hewitt gli concede solo sei giochi. Nei play-off di Coppa Davis, persi 4–1 contro la squadra svizzera, ottiene l'unico punto dei serbo-montenegrini sconfiggendo Stan Wawrinka al quinto set. Il riscatto arriva pochi giorni dopo al torneo di Metz, dove supera in finale Jürgen Melzer, salendo a fine torneo alla 16ª posizione mondiale. Al Masters di Madrid dà vita a interessanti sfide con i top 30 Richard Gasquet e Andy Murray, che supera in tre set, ma nei quarti perde contro Fernando González. La stagione si chiude con la sconfitta al secondo turno a Parigi-Bercy per mano di Paul-Henri Mathieu.

### 2007: nº 3 del mondo e prima finale Slam

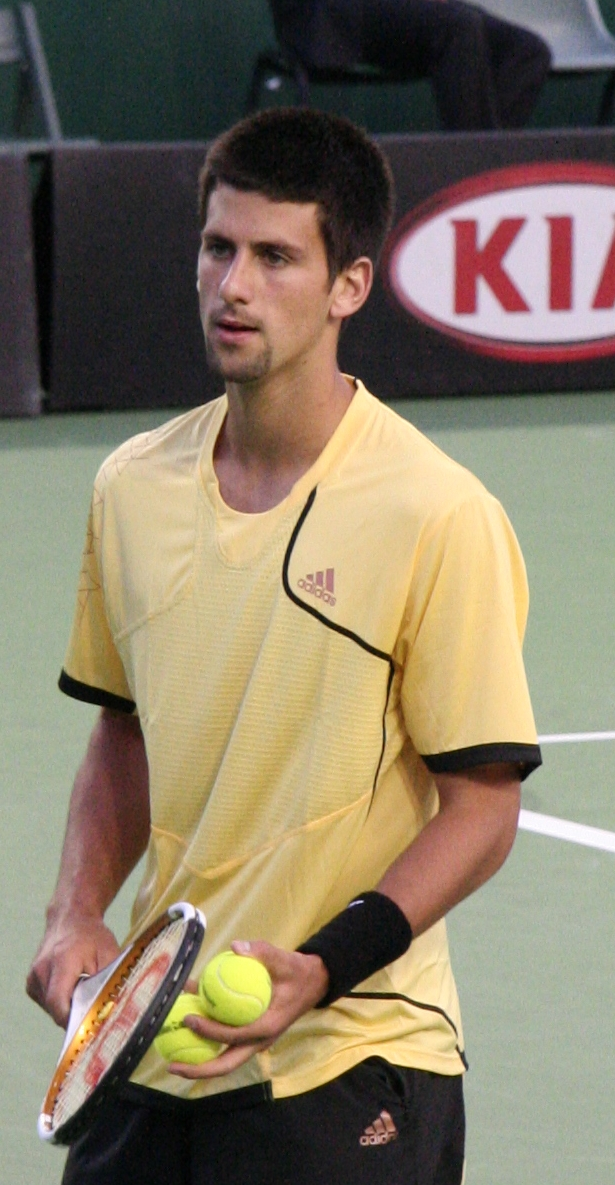
Đoković agli Australian Open 2007

Il 2007 si apre ad Adelaide, primo torneo a sperimentare la formula dei round robin, in cui Đoković s'impone in finale su Chris Guccione per 6–3, 6–7, 6–4; in coppia con Radek Štěpánek raggiunge la finale anche in doppio (la sua prima nel circuito ATP nella specialità) che perdono per 13–15 nel set decisivo contro Wesley Moodie / Todd Perry. Agli Australian Open esce agli ottavi contro Federer, mentre al primo turno di Marsiglia e in semifinale a Rotterdam viene sconfitto da Michail Južnyj. Raggiunge la sua prima finale in un Masters Series a Indian Wells, primo teenager a raggiungerla dopo Andre Agassi, e perde contro Nadal per 6–2, 7–5. Grazie a questi risultati fa il suo ingresso nella top 10. A Miami elimina lo spagnolo nei quarti di finale con il punteggio di 6–3, 6–4. Non perde alcun set in tutto il torneo, concedendo un solo gioco a Murray in semifinale e sconfiggendo in finale per 6–3, 6–2, 6–4 il sorprendente Guillermo Cañas, partito dalle qualificazioni. Con il suo primo trionfo in un Masters Series diventa il più giovane vincitore di sempre nel torneo.
Prosegue l'ascesa della classifica raggiungendo il terzo turno a Monte Carlo e con il titolo conquistato all'Oeiras battendo in finale Richard Gasquet. Viene quindi fermato ai quarti di Roma e di Amburgo, rispettivamente da Nadal e Moyá. Disputa la sua prima semifinale Slam al Roland Garros, dove al terzo turno impiega 5 set per battere Olivier Patience, e per il secondo anno consecutivo viene sconfitto da Nadal che si impone in tre set. Dopo gli ottavi del Queen's, a Wimbledon paga il programma rivoluzionato dalla pioggia e due incontri consecutivi vinti al quinto set contro i top 20 Hewitt e Baghdatis. Raggiunge infatti la semifinale, ma deve arrendersi ancora una volta a Nadal ritirandosi sul punteggio di 6–3, 1–6, 1–4 per un problema al piede. A fine torneo sale alla 3ª posizione mondiale dietro ai soli Federer e Nadal.
Inizia la trasferta americana al Masters di Montréal dove raggiunge la finale senza perdere alcun set. Nei quarti sconfigge il nº 3 del mondo Roddick e in semifinale il nº 2 Nadal; nell'incontro per il titolo supera per la prima volta il nº 1 Federer con il punteggio di 7–6, 2–6, 7–6. Eliminato al secondo turno a Cincinnati, all'US Open arriva la prima finale in un torneo dello Slam dove ritrova lo svizzero, che stavolta ha la meglio. Vince i tre incontri disputati nel play-off di Coppa Davis contro l'Australia difendendo per la prima volta i colori della Serbia, dopo che negli anni precedenti aveva giocato per Serbia e Montenegro. Si aggiudica il suo ultimo torneo della stagione a Vienna battendo in finale Wawrinka. A Madrid perde la semifinale contro Nalbandian e a Parigi-Bercy si arrende al secondo turno a Fabrice Santoro. Qualificatosi per la prima volta al Masters di fine anno di Shanghai, non conquista alcun set nei match di round-robin contro Ferrer, Gasquet e Nadal.

### 2008: primo titolo in carriera in uno Slam e alla Masters Cup
Fa il suo esordio stagionale raggiungendo per la prima volta la finale agli Australian Open. Sconfigge nell'ordine senza perdere set Benjamin Becker, Simone Bolelli, Sam Querrey, Lleyton Hewitt, il nº 5 del mondo David Ferrer e in semifinale il campione in carica e nº 1 Roger Federer; suo avversario in finale è la sorpresa del torneo Jo-Wilfried Tsonga, contro il quale si impone per 4–6, 6–4, 6–3, 7–6, conquistando il primo titolo del Grande Slam. Perde successivamente la semifinale al torneo di Dubai contro Andy Roddick. A marzo vince l'ATP Master Series di Indian Wells, sconfiggendo in finale Mardy Fish, mentre esce inaspettatamente al primo turno del successivo Master Series di Miami.

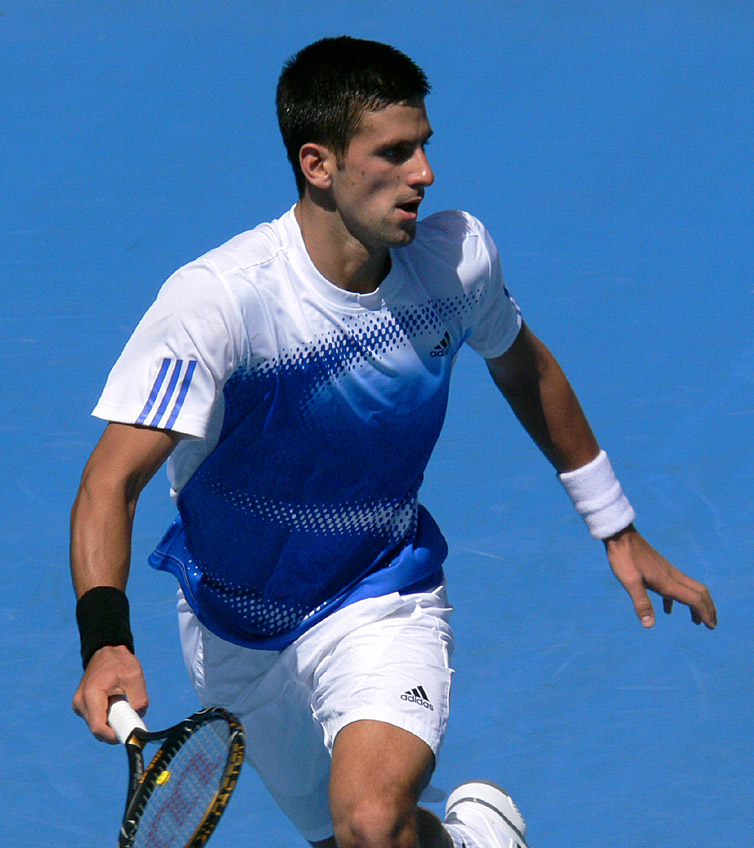
Đoković agli Australian Open 2008

Raggiunge la semifinale a Monte Carlo dove è costretto al ritiro durante il match contro Federer. Vince quindi il suo primo titolo al Master Series di Roma con il successo in rimonta su Stan Wawrinka in finale. Viene sconfitto da Nadal in semifinale al torneo di Amburgo e al Roland Garros, dove lo spagnolo si impone in tre set. A Wimbledon viene eliminato al secondo turno dall'ex nº 1 Marat Safin. Al Canada Masters, nel quale difendeva i punti della vittoria dell'anno precedente, esce ai quarti di finale per mano di Andy Murray. Raggiunge invece la finale a Cincinnati grazie al successo in due set in semifinale su Nadal, ma viene battuto nuovamente da Andy Murray dopo due tie-break.
Fa il suo esordio olimpico ai Giochi di Pechino, dove cede in 3 set in semifinale a Nadal, ma conquista il bronzo sconfiggendo James Blake per 6–3, 7–6 nella finale per il terzo e quarto posto. Negli ottavi degli US Open impiega cinque set per battere Robredo e, dopo la vittoria su Roddick nei quarti, esce in semifinale per mano di Federer, che si impone al quarto set. Arriva in finale al torneo di Bangkok dove viene sconfitto da Jo-Wilfried Tsonga, in un remake della finale agli Australian Open. Perde contro il francese anche al secondo incontro disputato alla Masters Cup, ma si qualifica comunque per la semifinale sconfiggendo Nikolaj Davydenko. Dopo il successo su Gilles Simon, il 16 novembre ritrova in finale Davydenko e con la vittoria per 6–1, 7–5 si aggiudica per la prima volta il prestigioso trofeo. Per il secondo anno consecutivo chiude la stagione al 3º posto del ranking, posizione che occupa per tutta la stagione.

### 2009: semifinale agli US Open e primo titolo al Paris Masters

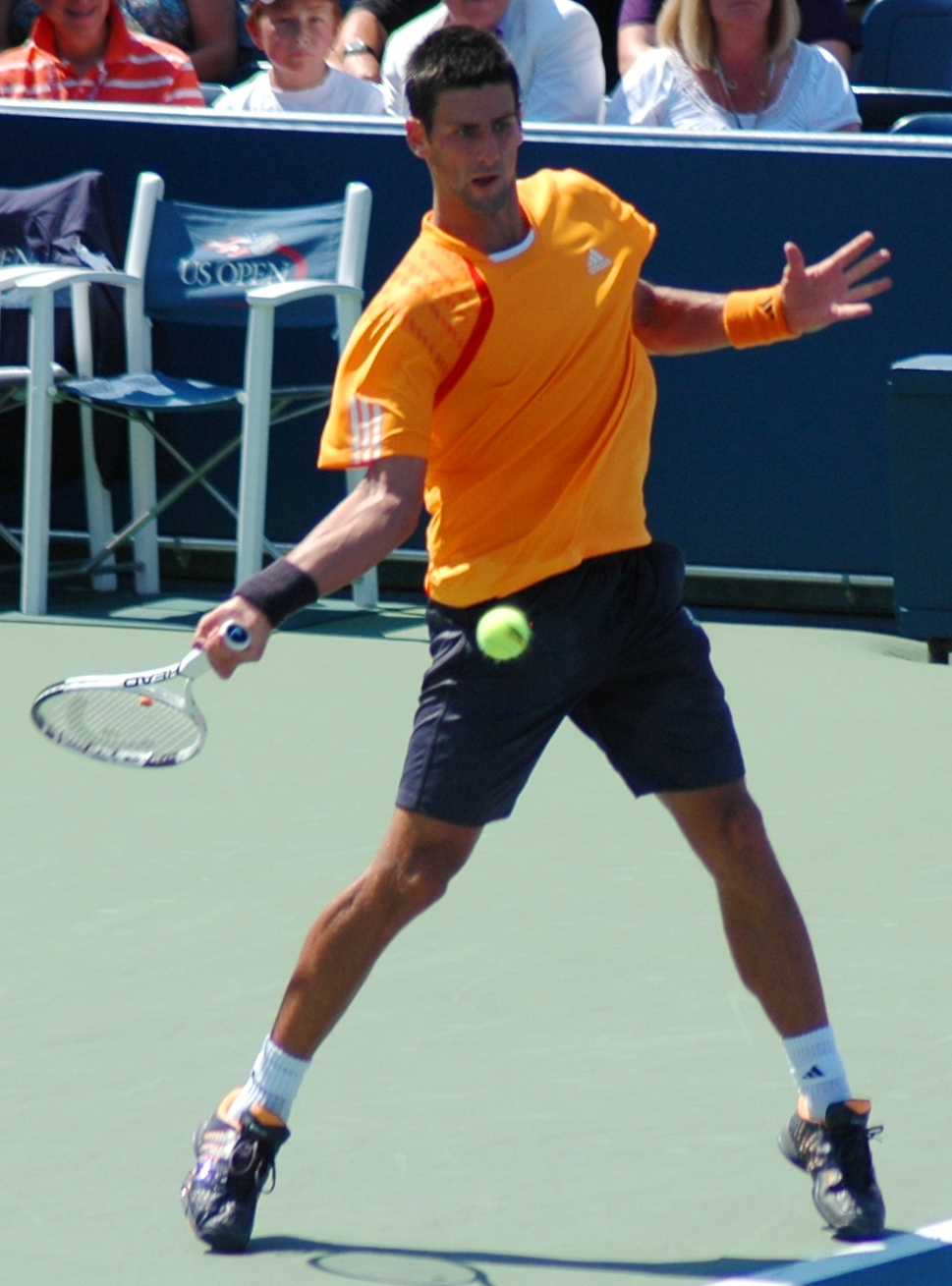
Đoković agli US Open 2009

Sconfitto al primo turno all'esordio stagionale a Brisbane, al successivo torneo di Sydney perde in semifinale. Non riesce a difendere il titolo dell'anno precedente agli Australian Open, costretto al ritiro per un malore dovuto al caldo durante i quarti di finale contro Andy Roddick. In semifinale al torneo di Marsiglia subisce un'altra sconfitta contro Jo-Wilfried Tsonga, e conquista il primo titolo stagionale a Dubai superando in finale David Ferrer in due set. Gioca per la prima volta nel World Group di Coppa Davis in occasione della sfida persa contro la Spagna e cede entrambi i singolari contro Ferrer e Nadal. Eliminato nei quarti di finale a Indian Wells da Roddick, arriva in finale al successivo Masters 1000 di Miami dove viene sconfitto da Andy Murray. Ad aprile giunge in finale a Monte Carlo che cede in tre set a Rafael Nadal.
Nonostante la vittoria in finale di inizio maggio al Serbia Open, a fine torneo cede la 3ª posizione del ranking a Murray. Raggiunge la finale anche al Masters 1000 di Roma con il successo in rimonta su Federer, ma cede il titolo a Nadal. Perde contro il maiorchino anche in semifinale al torneo di Madrid al termine di un match di oltre quattro ore giudicato tra i più belli di quell'inizio stagione. Eliminato a sorpresa al terzo turno al Roland Garros da Kohlschreiber, subisce due sconfitte di fila contro Tommy Haas in finale ad Halle e nei quarti a Wimbledon.
Al Canadian Open di Montréal perde al terzo turno contro Roddick, mentre a Cincinnati giunge sino alla finale dove viene sconfitto da Federer in due parziali. Come nelle due edizioni precedenti, all'US Open viene di nuovo sconfitto dallo svizzero che lo supera in semifinale al terzo set. Đoković vince il titolo al Pechino battendo in finale Marin Čilić, e al successivo Shanghai Masters perde un'equilibrata semifinale contro il futuro vincitore del torneo Nikolaj Davydenko. Grazie a questi risultati si riprende la 3ª posizione nel ranking. A novembre vince il torneo di Basilea, sconfiggendo in finale per la terza volta in stagione il padrone di casa, Federer. Vince anche, per la prima volta in carriera, il Paris Masters, dove in semifinale concede solo cinque giochi a Nadal e supera in finale Gaël Monfils al tie-break del set decisivo. Nella Masters Cup di fine anno viene eliminato nel round robin, nonostante abbia sconfitto Nadal e il futuro vincitore Davydenko.

### 2010: trionfo in Coppa Davis, finale agli US Open e nº 2 del mondo
Inizia l'anno agli Australian Open con la sconfitta nei quarti di finale contro Tsonga, anche a causa di un problema allo stomaco del quale gli viene spiegato il motivo in seguito quando scoprirà di essere intollerante al glutine. Nonostante tutto riesce a conquistare per la prima volta la 2ª posizione mondiale. Si conferma campione a Dubai e nella successiva sfida di Coppa Davis vinta 3-2 contro gli Stati Uniti supera sia John Isner sia Sam Querrey. Arrivano quindi le premature eliminazioni nei Masters di Indian Wells e Miami. Viene sconfitto in semifinale a Monte Carlo da Verdasco, e dopo le eliminazioni nei quarti a Roma e nella sua Belgrado cede il terzo posto nel ranking a Nadal.

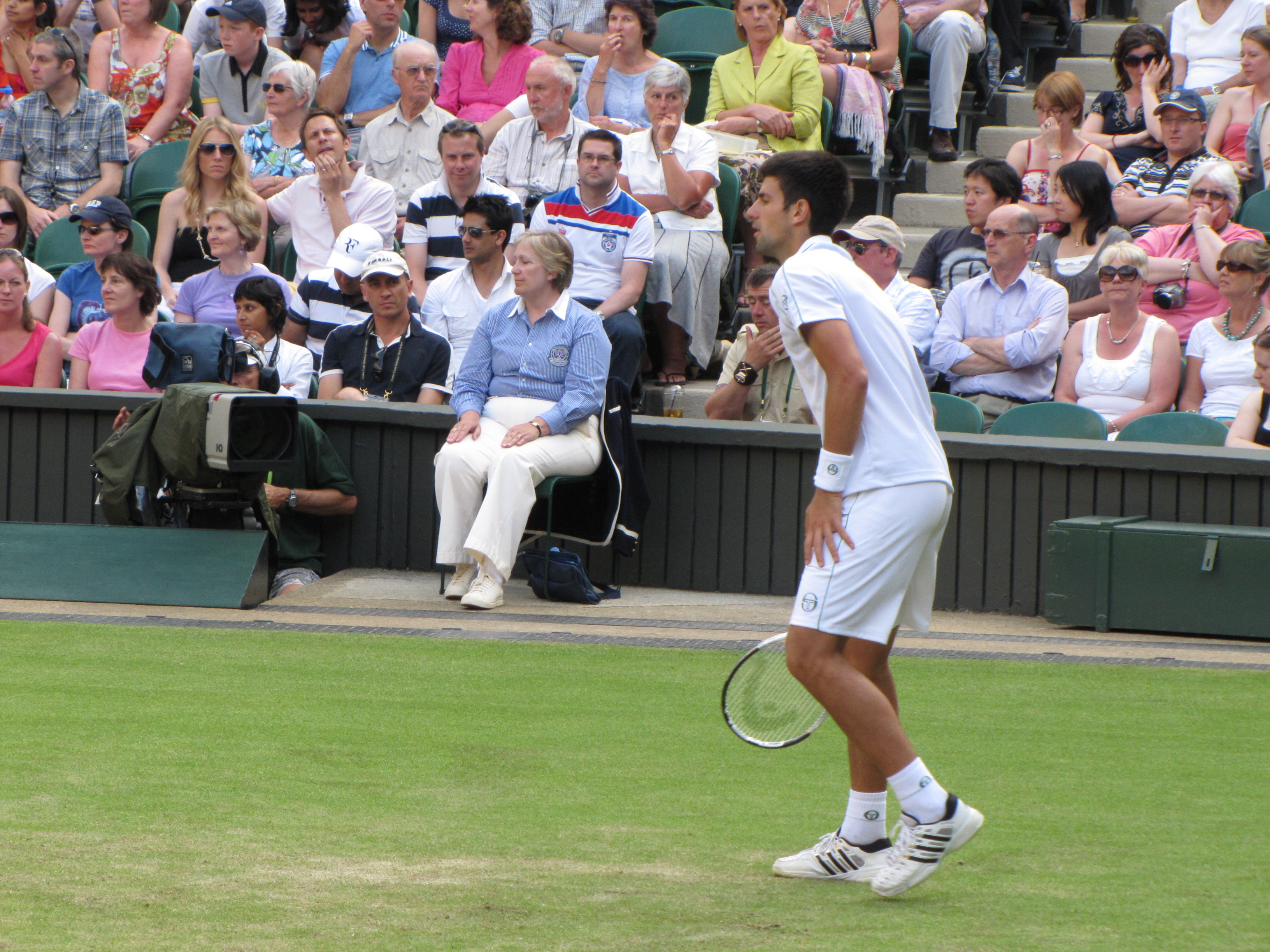
Đoković a Wimbledon 2010

Esce nei quarti anche al Roland Garros, sconfitto in cinque set da Jürgen Melzer. Al Queen's vince il suo unico titolo ATP in doppio in carriera, gioca assieme a Jonathan Erlich e hanno la meglio in finale su Karol Beck / David Škoch al terzo set. A Wimbledon perde la semifinale in 3 set contro Tomáš Berdych. Torna protagonista nella vittoria dei quarti in Coppa Davis sulla Croazia con i successi su Ivan Ljubičić e Marin Čilić. Inizia la trasferta americana con le sconfitte in semifinale a Toronto contro Federer e nei quarti a Cincinnati contro Andy Roddick. Al primo turno degli US Open impiega cinque parziali per piegare Viktor Troicki, senza perdere altri set approda alla semifinale e ritrova Federer, che lo aveva sconfitto nelle precedenti tre edizioni; si prende la rivincita superando lo svizzero al quinto set dopo aver annullato due match point. Viene sconfitto in finale da Nadal al quarto set, e dopo il torneo sottrae a Federer la 2ª posizione del ranking alle spalle dello spagnolo.
Arriva affaticato alla semifinale di Davis contro la Repubblica Ceca e viene lasciato in panchina nella prima giornata conclusasi con un successo per parte, gioca invece il doppio e viene sconfitto con Nenad Zimonjić. I serbi ribaltano il risultato negli ultimi singolari con le vittorie di Đoković e Janko Tipsarević e accedono per la prima volta alla finale del prestigioso torneo. Si conferma quindi campione a Pechino battendo in finale David Ferrer, mentre subisce tre sconfitte consecutive contro Federer in semifinale a Shanghai, in finale a Basilea e di nuovo in semifinale alle ATP Finals. Vince il primo singolare contro Gilles Simon nella finale di Coppa Davis contro la Francia e non gioca il doppio. Come in semifinale i serbi affrontano l'ultima giornata in svantaggio per 2-1 e conquistano il loro primo storico trofeo con le vittorie di Đoković su Monfils e quella decisiva di Viktor Troicki su Michaël Llodra.

### 2011: l'anno dei record

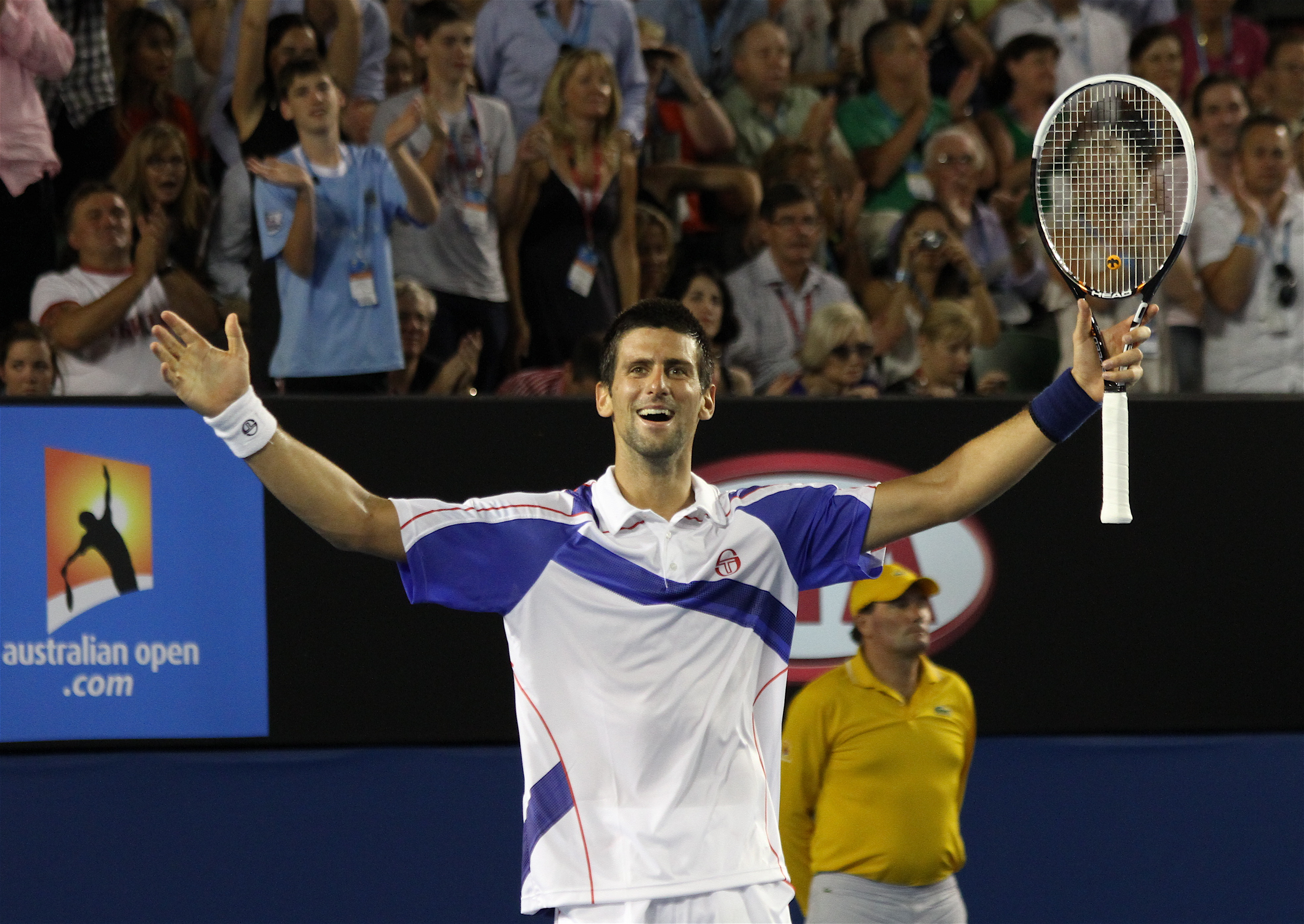
Đoković celebra la vittoria agli Australian Open, suo secondo titolo in uno Slam

L'anno si apre con la conquista del suo secondo titolo del Grande Slam, di nuovo all'Australian Open, battendo nei quarti Tomáš Berdych e in semifinale Roger Federer, prevalendo in finale su Andy Murray. Si conferma campione per la terza volta consecutiva al successivo torneo di Dubai battendo di nuovo Federer. Il suo grande momento di forma continua a Indian Wells, dove in semifinale sconfigge per la terza volta consecutiva Federer e trionfa superando per la prima volta in una finale Rafael Nadal, sconfitto con il punteggio di 4–6, 6–3, 6–2. Vince il quarto torneo consecutivo della stagione a Miami battendo di nuovo in finale lo spagnolo, questa volta al tie-break del set decisivo.
Il suo dominio continua nella trasferta europea con il trionfo nelle finali del Serbia Open e al Master 1000 di Madrid, dove batte Nadal per la terza volta di fila, la prima sulla terra battuta. Agli Internazionali d'Italia va in replica la finale precedente e Đoković diventa il terzo giocatore ad aver battuto lo spagnolo due volte sulla terra, nonché il primo a riuscirci per due volte consecutive. Al Roland Garros potrebbe diventare il nuovo nº 1 del mondo se arrivasse in finale ma, dopo un incontro emozionante e di alto livello tecnico, viene sconfitto in semifinale al quarto set da Federer. Il campione svizzero – che perderà la finale contro Nadal – pone così fine alla straordinaria striscia di 43 vittorie consecutive di Đoković, iniziata con il trionfo in Coppa Davis e proseguita vincendo i primi 7 tornei disputati nel 2011.

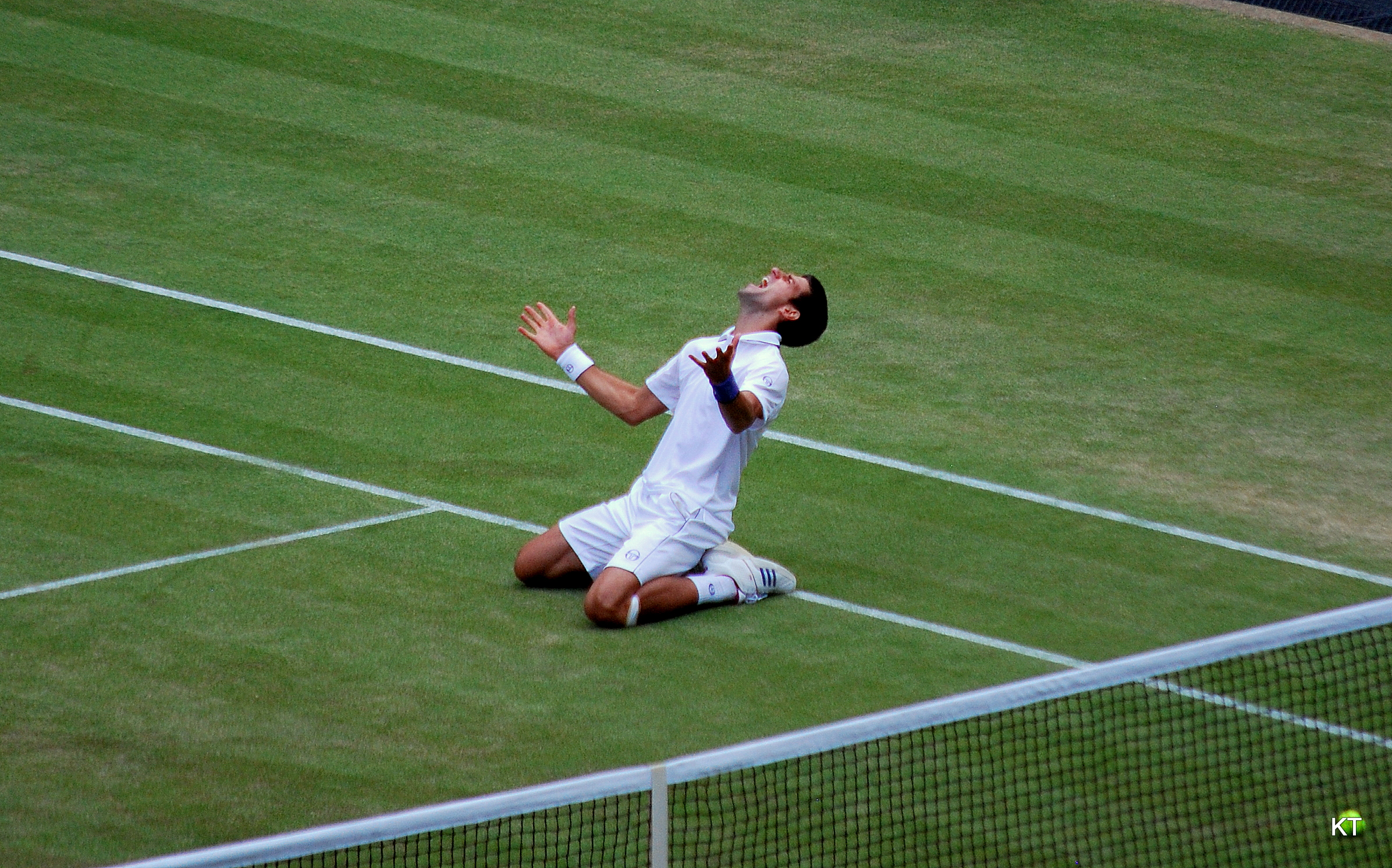
Novak celebra la vittoria a Wimbledon

Grazie alla vittoria in quattro set contro Jo-Wilfried Tsonga in semifinale, accede per la prima volta alla finale di Wimbledon e gli garantisce di diventare il 25º nº 1 della storia del ranking ATP; si impone nel turno decisivo superando Nadal con il punteggio di 6–4, 6–1, 1–6, 6–3.
Vince anche il Canadian Open, concedendo solo tre giochi al nº 7 del mondo Gaël Monfils nei quarti e, dopo il ritiro di Tsonga, sconfiggendo in finale Mardy Fish al terzo set, diventando il primo giocatore a vincere 5 titoli Masters 1000 nello stesso anno. A Cincinnati replica la vittoria nei quarti su Monfils. In semifinale Tomáš Berdych si ritira per infortunio e in finale Đoković a sua volta si ritira durante il match con Murray per un problema alla spalla, subendo così la sua seconda sconfitta stagionale.
All'US Open approda in semifinale per il ritiro di Janko Tipsarević al quarto set e sconfigge quindi Roger Federer dopo aver perso i primi due parziali e aver annullato due match-point nel set decisivo. In finale ha la meglio su Rafael Nadal con il punteggio di 6–2, 6–4, 6–7, 6–1, diventando il sesto giocatore dell'era Open ad aver vinto tre tornei del Grande Slam nella stessa stagione. Costretto al ritiro per infortunio durante il match con del Potro nella semifinale di Coppa Davis, persa contro l'Argentina, arriva a fine stagione non al meglio della forma, perdendo da Nishikori la semifinale di Basilea, ritirandosi ai quarti del Masters di Parigi Bercy, e venendo eliminato nel round-robin al Masters di fine anno. Nel 2011 batte il record annuo di guadagni con 11 019 803 dollari e chiude la stagione con 10 tornei vinti, tra cui 3 dello Slam, e un bilancio di 70 vittorie e 6 sconfitte in singolare.

### 2012: quinto titolo Slam e secondo alle ATP Finals
Inizia il 2012 vincendo per la terza volta l'Australian Open, dove in semifinale ha la meglio sul nº 4 Andy Murray al quinto set. In finale si impone per la settima volta consecutiva contro Rafael Nadal per 5–7, 6–4, 6–2, 6–7, 7–5 dopo una battaglia durata 5 ore e 53 minuti, il più lungo incontro mai disputato fino ad allora agli Australian Open, e più lunga finale della storia dei tornei del Grande Slam.

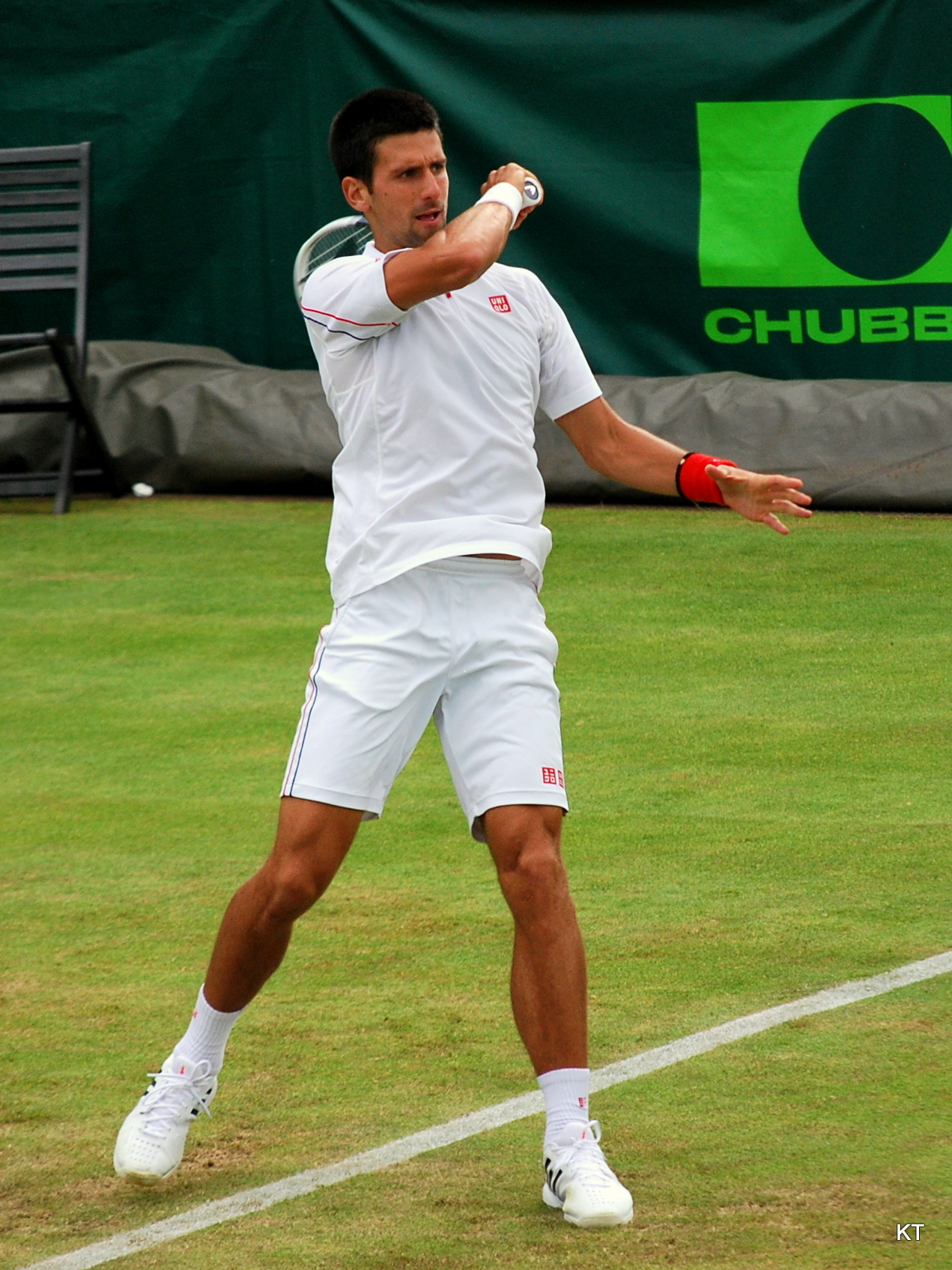
Đoković a Wimbledon 2012

Per i risultati ottenuti nella stagione 2011, il 6 febbraio riceve a Londra il Laureus Award. È il terzo tennista a riceverlo dopo Federer (già vincitore quattro volte) e Nadal. A marzo trionfa al Miami Open battendo in finale Andy Murray. Il 19 aprile, al termine del match vinto con Dolhopolov al torneo di Monte Carlo, Đoković scoppia in lacrime per la morte del nonno Vladimir, al quale era molto legato. Gli aveva precedentemente dedicato molti trofei, ultimo dei quali quello di Miami. Raggiunge la finale del torneo superando Tomáš Berdych, ma viene sconfitto da Rafael Nadal.
Agli Internazionali d'Italia raggiunge la quarta finale in carriera e, come a Monte-Carlo, si arrende allo spagnolo. Al Roland Garros raggiunge per la prima volta la finale con i successi su Tsonga nei quarti e Federer in semifinale; perdendo di nuovo il titolo da Nadal. Fa l'esordio stagionale sull'erba direttamente a Wimbledon dove viene eliminato in semifinale da Federer, che vince il torneo e lo scavalca in vetta alla classifica ATP. Ai Giochi Olimpici di Londra viene sconfitto in semifinale da Andy Murray e nella finale per il bronzo cede anche a Juan Martín del Potro. Vince il Canadian Open battendo in finale Richard Gasquet, mentre a Cincinnati perde il titolo contro Federer.
Raggiunge nuovamente la finale agli US Open, sconfitto in finale da Murray al quinto set. Il 7 ottobre vince il China Open superando in due set Tsonga. La settimana dopo vince a Shanghai il suo tredicesimo Masters 1000 prendendosi la rivincita su Murray, sconfitto al terzo set dopo avergli annullato cinque match-point nel secondo set. Il 5 novembre torna nº 1 del mondo e una settimana più tardi vince le ATP World Tour Finals sconfiggendo in finale Roger Federer col punteggio di 7–6, 7–5.

### 2013: sesto Slam e 100 settimane da numero 1

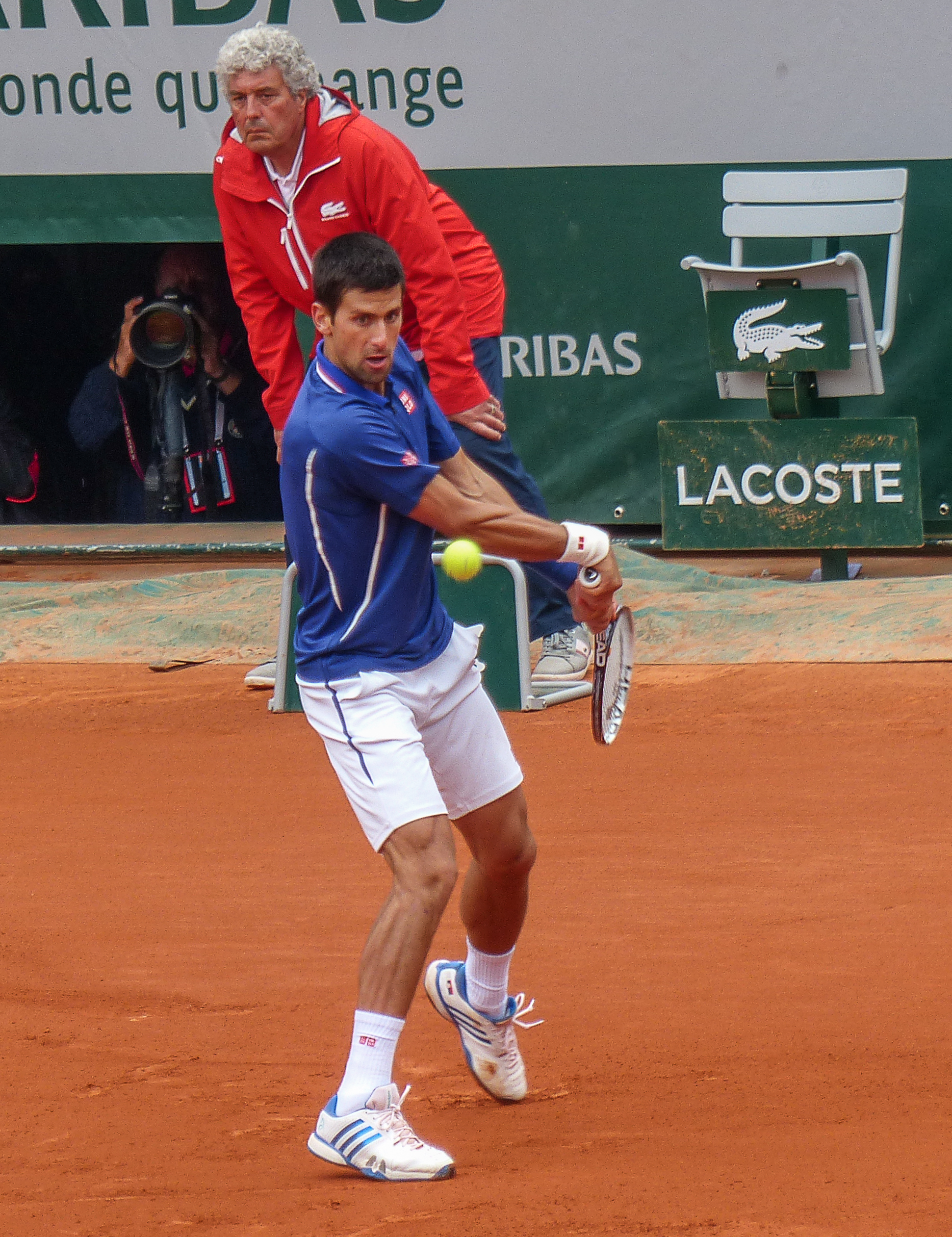
Đoković al Roland Garros 2013

Inizia il 2013 vincendo nuovamente l'Australian Open sconfiggendo in finale Andy Murray in quattro set, sesto sigillo Slam. Dopo il quarto titolo vinto a Dubai battendo in finale Tomáš Berdych, nei due Masters 1000 successivi viene sconfitto in semifinale a Indian Wells da Juan Martín del Potro e al quarto turno a Miami da Tommy Haas. Si impone in entrambi i singolari nei quarti di finale di Coppa Davis vinti contro gli Stati Uniti, nonostante una storta alla caviglia nel match contro Sam Querrey. La settimana successiva raggiunge la finale al torneo di Monte Carlo e sconfigge in due set Nadal, che aveva vinto le ultime otto edizioni del torneo. Agli Internazionali d'Italia viene eliminato nei quarti di finale da Berdych.
Al Roland Garros perde la semifinale contro Nadal per 7–9 al quinto set dopo 4 ore e 37 minuti di gioco. A Wimbledon batte Berdych nei quarti e in semifinale ha la meglio per 6–3 al quinto su Del Potro dopo quasi cinque ore di gioco, nella semifinale più lunga in uno Slam nell'era Open. Perde la finale contro l'idolo di casa Andy Murray in tre set. Inizia la trasferta americana a Montréal perdendo in semifinale contro Nadal, mentre a Cincinnati esce nei quarti contro John Isner. All'US Open supera al quinto set il nº 10 del mondo Stan Wawrinka in semifinale, e si arrende in finale a Nadal per 6–2, 3–6, 6–4, 6–1.
Anche nella semifinale di Coppa Davis vince i due singolari contro i canadesi, contribuendo alla vittoria della Serbia. Nei successivi tornei si conferma campione sia al China Open, sconfiggendo in finale Nadal, sia allo Shanghai Masters, dove supera in tre set del Potro in finale. A novembre conquista il Paris Masters battendo in finale il campione uscente David Ferrer e la settimana successiva vince il suo terzo Masters di fine anno superando Nadal con il punteggio di 6–3, 6–4 dopo i successi su Federer, del Potro e Gasquet nel round robin e su Wawrinka in semifinale. L'ultimo impegno stagionale, la finale di Coppa Davis a Belgrado, lo vede schierato solo in singolare e le sue due vittorie non sono sufficienti per strappare la coppa ai campioni uscenti della Repubblica Ceca, che trionfano per 3–2 Chiude un'altra grande stagione con 7 titoli e 74 vittorie su 83 incontri.

### 2014: secondo titolo a Wimbledon e ritorno al nº 1 del ranking

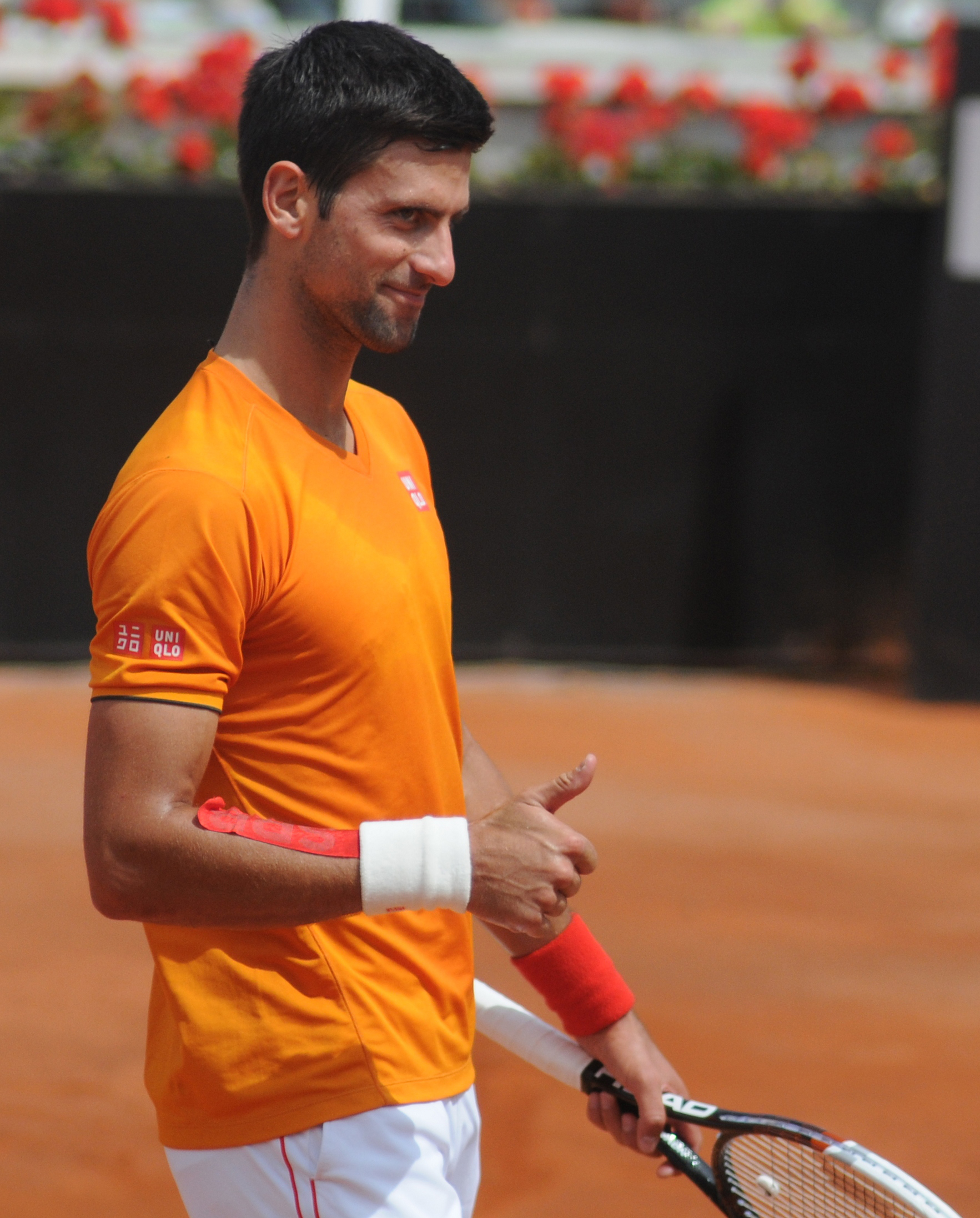
Novak a Roma nel 2014

Dopo i titoli vinti nelle ultime tre edizioni, non va oltre i quarti di finale agli Australian Open, sconfitto 9–7 al quinto set da Stan Wawrinka, che vincerà il titolo e pone fine alla serie di 28 vittorie consecutive del serbo. Al successivo ATP 500 di Dubai, Đoković perde in semifinale contro Federer. A marzo vince il primo titolo stagionale a Indian Wells prendendosi la rivincita in finale sullo stesso Federer, sconfitto al tie-break del terzo set. Vince anche il successivo Masters 1000 di Miami superando in finale Rafael Nadal con un doppio 6–3, realizzando per la seconda volta in carriera la doppietta Indian Wells - Miami. Sconfitto in semifinale da Federer a Monte Carlo, conquista il terzo titolo agli Internazionali d'Italia con il successo in rimonta nella finale contro Nadal.
Supera il terzo turno al Roland Garros cedendo il primo set del torneo a Marin Čilić, arrivano poi le vittorie in tre set contro Tsonga e Raonic e anche in semifinale impiega 4 set per sconfiggere Ernests Gulbis. Il primo successo nello Slam parigino gli viene negato da Nadal, che ha la meglio in 4 set e trionfa per la nona volta a Parigi. Anche a Wimbledon fatica contro Čilić, sconfitto in rimonta al quinto set nei quarti di finale, elimina quindi in 4 set Grigor Dimitrov e in finale supera il sette volte campione Federer imponendosi per 6–4 nel parziale decisivo, successo che gli consente di riconquistare il primato del ranking ATP a discapito di Nadal.
Torna in campo per la trasferta americana e non va oltre il terzo turno a Toronto e a Cincinnati. Agli US Open raggiunge i quarti di finale senza perdere alcun set, ne impiega 4 per sconfiggere Andy Murray e in semifinale Kei Nishikori gli nega la quinta finale consecutiva a New York imponendosi al quarto set. Vince il suo 46º titolo in carriera al China Open concedendo solo 2 giochi in finale a Tomáš Berdych, ed esce in semifinale a Shanghai per mano di Federer. Raggiunge il traguardo delle 600 vittorie in carriera battendo Milos Raonic 6–2, 6–3 nella finale del Paris Masters. Non perde alcun set nel round robin alle ATP World Tour Finals contro Čilić, Wawrinka e Berdych. In semifinale si prende la rivincita in tre set su Nishikori e si aggiudica il torneo per la quarta volta dopo il forfait in finale di Federer.

### 2015: l'anno del dominio
Eliminato al terzo turno nell'esordio stagionale al Qatar Open, gioca anche il doppio con Filip Krajinović e vengono sconfitti in semifinale da Nadal / Juan Mónaco. Agli Australian Open raggiunge la semifinale senza perdere alcun set ed eliminando nei quarti Raonic, supera quindi il campione uscente Wawrinka al 5º set, prendendosi la rivincita dell'anno precedente. In finale ha la meglio su Andy Murray con il punteggio di 7–6, 6–7, 6–3, 6–0, aggiudicandosi così il torneo per la quinta volta, nonché l'ottavo titolo del Grande Slam alla pari con Andre Agassi. Raggiunge la finale anche a Dubai, e come l'anno precedente viene sconfitto da Federer. Dà il via a una nuova serie di vittorie confermandosi campione nei primi due Masters stagionali di Indian Wells – dove in finale si prende la rivincita su Federer in 3 set – e al Miami Open, nella cui finale supera Andy Murray per 6–0 nel parziale decisivo.

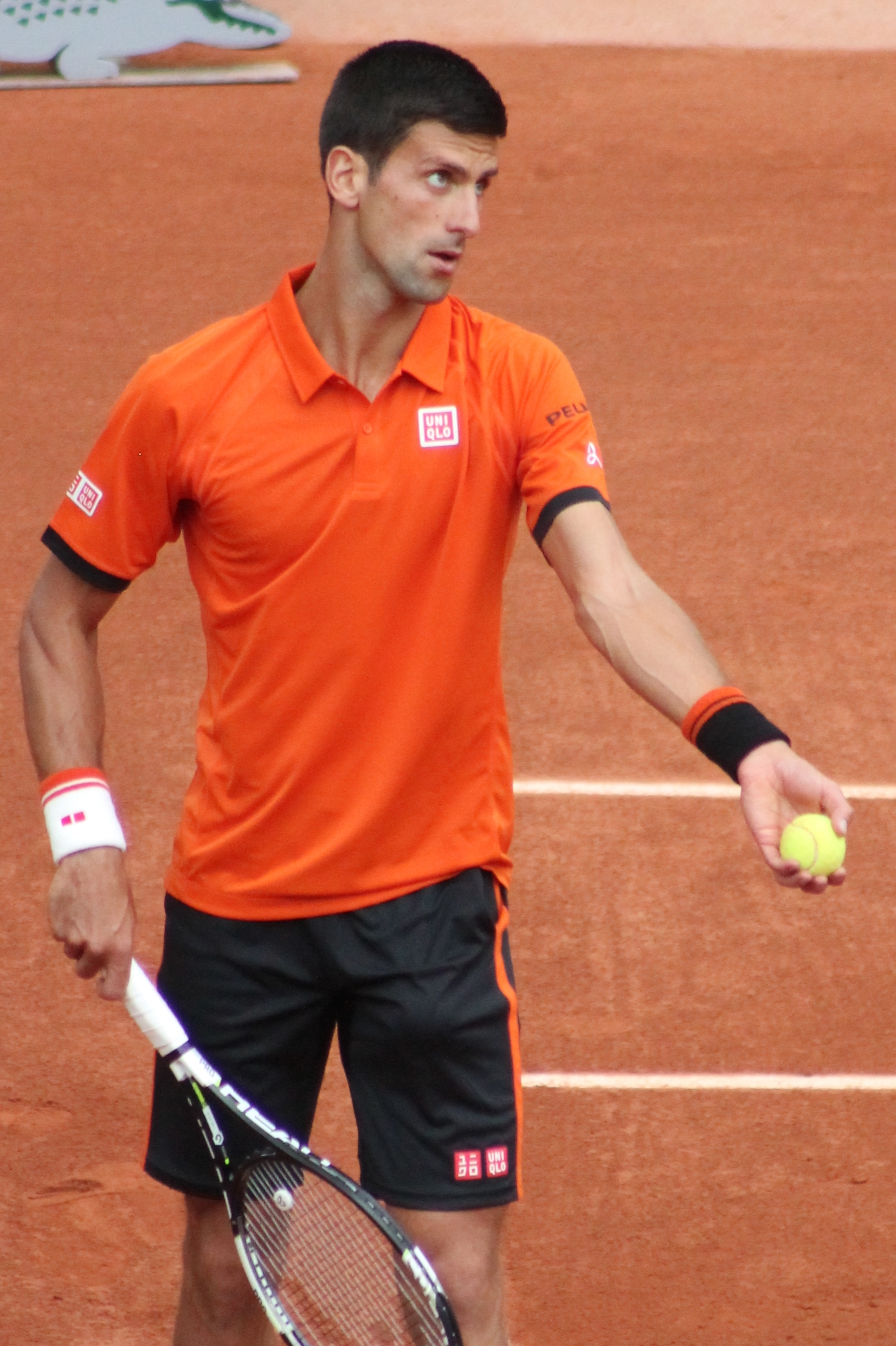
Đoković al Roland Garros 2015

Trionfa anche a Monte Carlo, dove in semifinale ottiene la sua 20ª vittoria su Nadal con un doppio 6–3, e in finale supera in tre set Berdych, diventando il primo tennista della storia a vincere i primi tre Masters 1000 stagionali nello stesso anno. Continua la serie di vittorie trionfando per la quarta volta agli Internazionali d'Italia, dove elimina i top 10 Nishikori e Ferrer e concede solo 7 giochi a Federer in finale. Anche al Roland Garros accede alle semifinali senza perdere set e nei quarti sconfigge Nadal, ottenendo la sua prima vittoria sul maiorchino nello Slam parigino. In semifinale batte Andy Murray al quinto set e in finale cede in 4 set a Wawrinka dopo aver vinto il primo. A Wimbledon raggiunge la finale perdendo due soli set negli ottavi contro Kevin Anderson e si conferma campione superando in finale come l'anno precedente Federer, questa volta con il punteggio di 7–6, 6–7, 6–4, 6–3.
Dopo un mese di pausa inizia la tournée americana con le sconfitte subite in finale a Montréal e al Cincinnati Masters, rispettivamente contro Murray e Federer. A Montréal raggiunge inoltre la semifinale in doppio assieme a Janko Tipsarević. Vince il suo terzo torneo Slam della stagione agli US Open perdendo solo 3 set in tutto il torneo, in semifinale lascia solo 3 giochi a Marin Čilić e supera Federer in finale con il punteggio di 6–4, 5–7, 6–4, 6–4, conquistando il suo secondo titolo allo Slam newyorkese. La trasferta cinese si apre con il suo quinto trionfo a Pechino, il quarto consecutivo, sconfiggendo in finale Nadal con un doppio 6–2. Vince anche lo Shanghai Masters, dove non perde alcun set in tutto il torneo e ha la meglio in finale su Jo-Wilfried Tsonga.
Con la vittoria al successivo Paris Masters, nel cui atto conclusivo sconfigge Andy Murray in due set, diventa il primo giocatore a vincere sei Masters 1000 nella stessa stagione. Trionfa per la quarta volta consecutiva alle ATP World Tour Finals, dove nel round robin rischia l'eliminazione dopo la sconfitta con Federer, che interrompe una serie di 23 vittorie consecutive. Batte invece Berdych e si qualifica alla semifinale che vince in 2 set contro Nadal e trionfa in finale cedendo solo 7 giochi a Federer. Si conclude così la stagione migliore della sua carriera, con un totale di 11 titoli vinti e un record di 82 vittorie e 6 sconfitte. Altri record che infrange nel 2015 sono quelli del maggior numero di punti ATP (16 585) e di guadagni (21 646 145 dollari) accumulati in un anno solare.

### 2016: Career Grand Slam

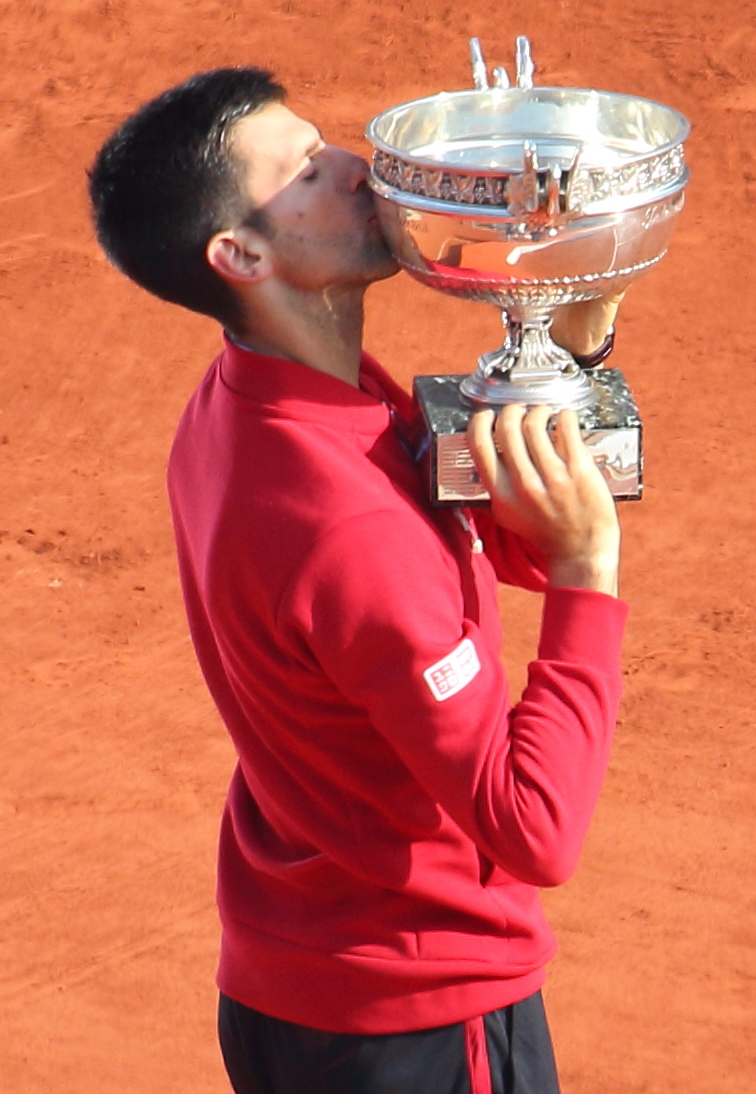
Đoković dopo aver vinto per la prima volta il Roland Garros

La stagione 2016 comincia con il suo primo titolo conquistato a Doha, non perde alcun set in tutto il torneo, elimina Berdych in semifinale e concede solo 3 giochi in finale a Nadal. Negli ottavi degli Australian Open impiega 5 set per sconfiggere Gilles Simon, supera quindi il nº 7 del mondo Kei Nishikori e in semifinale il nº 3 Roger Federer. Si aggiudica il torneo per la sesta volta sconfiggendo in finale Andy Murray con il punteggio di 6–1, 7–5, 7–6 e arriva a 11 titoli del Grande Slam, al pari di Rod Laver e Björn Borg. La serie di 17 vittorie consecutive si interrompe all'ATP 500 di Dubai, dove nei quarti di finale è costretto al ritiro durante il match contro Feliciano López per un problema agli occhi. In semifinale a Indian Wells sconfigge Nadal e in finale si impone su Milos Raonic con il punteggio di 6–2, 6–0. Vince anche il successivo Masters di Miami superando Kei Nishikori con un doppio 6–3. Grazie a questa vittoria il serbo arriva a quota 28 Masters 1000 vinti, superando il record di Nadal fermo a 27.
Sconfitto clamorosamente al turno di esordio a Monte Carlo da Jiří Veselý, si riscatta vincendo il Madrid Open battendo in tre set in finale Andy Murray. Lo scozzese si prende subito la rivincita in finale agli Internazionali d'Italia battendo in due set Đoković, reduce dagli impegnativi match contro Nadal nei quarti e Nishikori in semifinale. Raggiunge la sua quarta finale al Roland Garros concedendo un solo set negli ottavi a Roberto Bautista Agut. Nell'atto conclusivo ritrova Andy Murray e si impone con il punteggio di 3–6, 6–1, 6–2, 6–4, si aggiudica così il quarto titolo del Grande Slam consecutivo, l'unico ancora assente dal suo palmarès, e conquista il Career Grand Slam. L'ultimo tennista a vincere 4 tornei Major consecutivi era stato Rod Laver nel 1969. Non conferma il titolo vinto nell'edizione precedente a Wimbledon, eliminato a sorpresa al terzo turno da Sam Querrey, che interrompe una serie di 30 incontri Slam vinti consecutivamente, record nell'era Open e terza serie più lunga dopo le 37 vittorie di Don Budge e le 31 di Rod Laver.
Vince il successivo torneo di Toronto senza perdere alcun set e supera in finale Nishikori per 6–3, 7–5, mentre ai Giochi olimpici di Rio viene sconfitto al primo turno da Juan Martín del Potro per 6–7, 6–7. Un infortunio al polso lo costringe a dare forfait al Master 1000 di Cincinnati. Rientra dopo 3 settimane e raggiunge la finale agli US Open, nella quale viene sconfitto in 4 set da Stan Wawrinka. Deve rinunciare anche all'ATP 500 di Pechino per un infortunio al gomito ed esce in semifinale contro Roberto Bautista Agut al Masters 1000 di Shanghai. Non va oltre i quarti a Parigi-Bercy, eliminato da Marin Čilić, e a fine torneo cede a Andy Murray la vetta del ranking dopo 122 settimane consecutive. Perde in finale alle ATP World Tour Finals di Londra contro lo stesso Murray per 3–6, 4–6,

### 2017: infortunio al gomito, lunga convalescenza e uscita dalla top 10

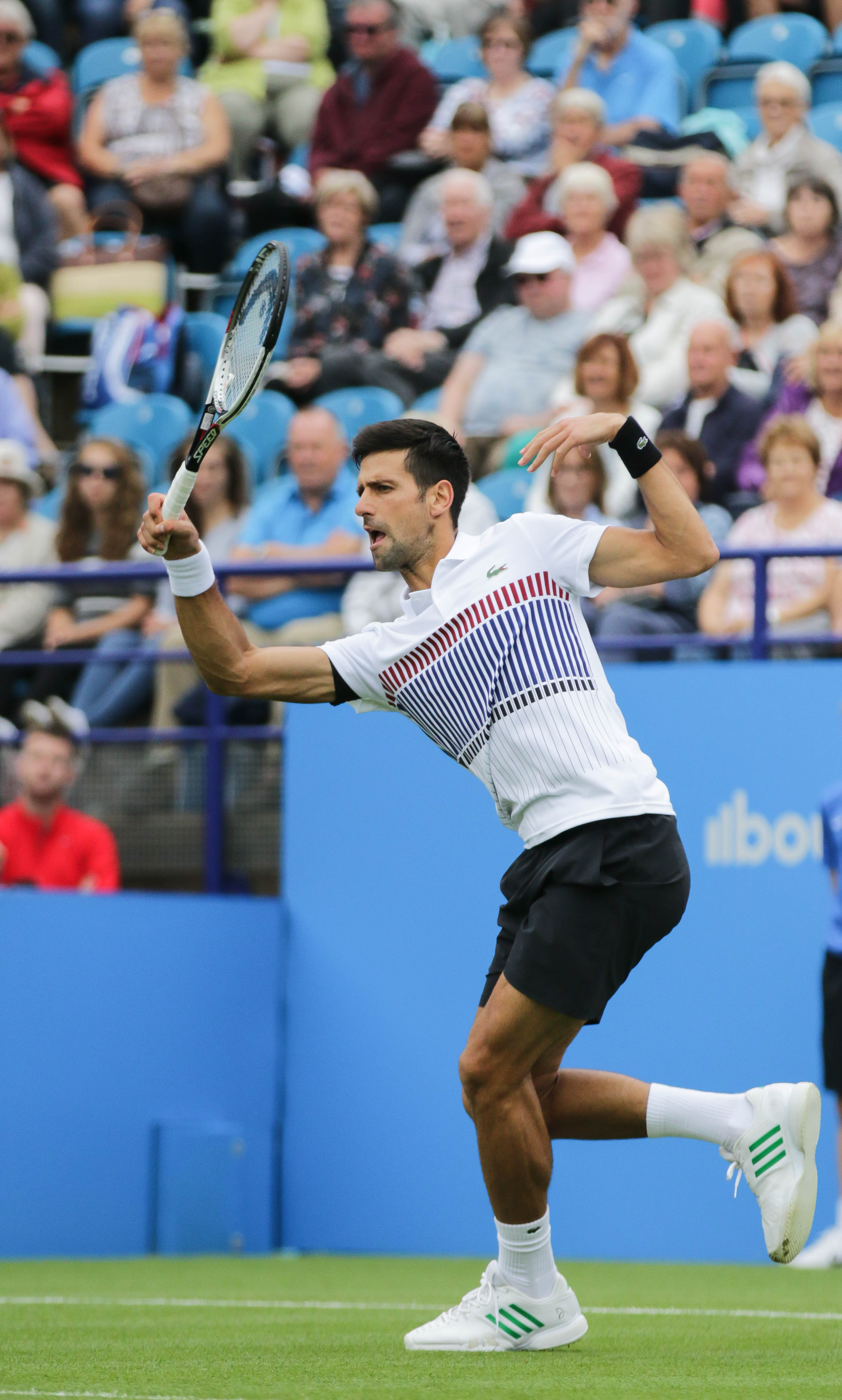
Đoković a Eastbourne nel 2017

All'esordio stagionale si conferma campione a Doha battendo in finale Murray in 3 set. Arriva quindi la clamorosa sconfitta in 5 set contro il nº 117 ATP Denis Istomin al secondo turno degli Australian Open, dove era campione uscente. Alla sua prima apparizione all'ATP 500 di Acapulco viene eliminato nei quarti di finale da Nick Kyrgios, che lo sconfigge anche al quarto turno nel successivo Masters 1000 di Indian Wells. I dolori al gomito destro che lo affliggono da oltre un anno, costringono Đoković a saltare il Masters 1000 di Miami.
La stagione su terra rossa inizia con due vittorie al terzo set a Monte Carlo e viene eliminato nei quarti di finale da David Goffin per 2–6, 6–3, 5–7. Nella semifinale del Madrid Open raccoglie solo 6 giochi contro Nadal, contro il quale aveva vinto gli ultimi 7 incontri disputati dopo le vittoria del maiorchino in finale al Roland Garros 2014. Torna a disputare una finale agli Internazionali d'Italia, senza concedere alcun set agli avversari. In semifinale concede un solo gioco al nº 7 del mondo Dominic Thiem e viene sconfitto nell'ultimo atto del torneo da Alexander Zverev in due set. Thiem gli restituisce la secca sconfitta subita a Roma superandolo nei quarti di finale al Roland Garros per 7–6, 6–3, 6–0; dopo questa sconfitta il serbo scende al quarto posto nella classifica ATP, nella quale da ottobre 2008 aveva occupato ininterrottamente una delle prime 3 posizioni.
Dopo una prima parte di stagione deludente prepara Wimbledon sull'erba di Eastbourne – dove non aveva mai giocato – e si aggiudica il suo quarto titolo su questa superficie con il successo in due set nella finale contro Gaël Monfils. Non perde alcun set allo Slam londinese fino ai quarti di finale, dove si ritira durante il secondo set contro Tomáš Berdych per il riacutizzarsi dei dolori al gomito destro. Il 26 luglio annuncia il ritiro dalle competizioni per il resto del 2017 per recuperare al meglio dal primo serio infortunio della carriera, fissando il rientro per il 2018. Chiude così in anticipo la stagione peggiore della carriera, con in bacheca solo 2 titoli ATP 250. Il 6 novembre esce dalla top 10, nella quale si trovava ininterrottamente da 10 anni.

### 2018, doppietta Wimbledon-US Open, Career Golden Masters e ritorno al 1º posto mondiale

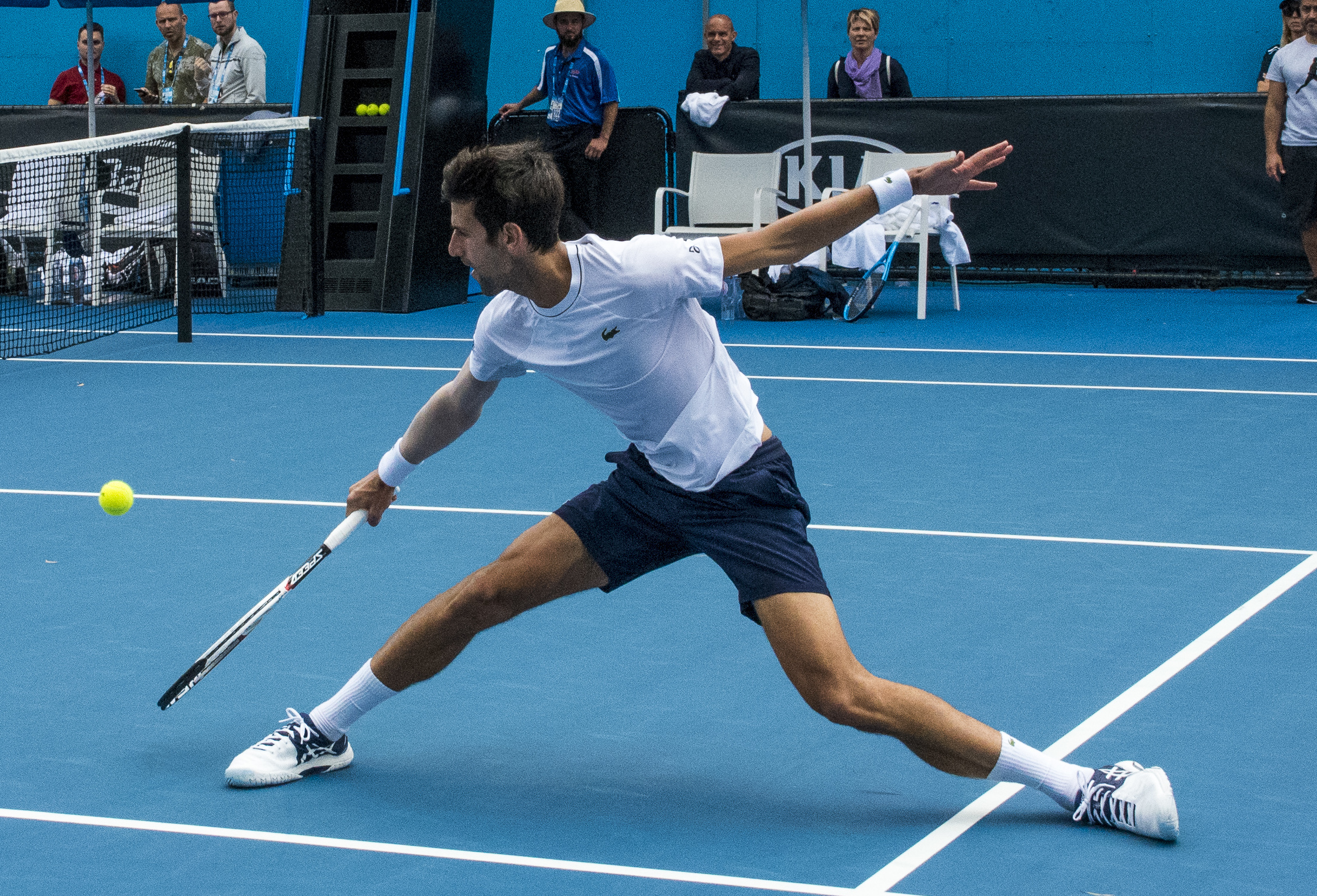
Đoković a Melbourne nel 2018

Comincia la stagione della sua rinascita con la sconfitta al quarto turno degli Australian Open contro la rivelazione del torneo Chung Hyeon. Ai primi di febbraio si sottopone finalmente a un piccolo intervento al gomito, che gli faceva male da due anni e che aveva curato fino ad allora con la sola medicina alternativa non credendo per motivi ideologici alla chirurgia. La differenza di vedute su come trattare il gomito malato sarà uno dei principali motivi per cui a fine marzo avrà fine la collaborazione con il coach Andre Agassi, che era entrato nel suo team a maggio 2017 e aveva spinto verso la chirurgia fin da subito. Rientra alle competizioni a inizio marzo e viene eliminato al turno di esordio in entrambi i primi Masters 1000 dell'anno a Indian Wells e Miami. A seguito di questi deludenti risultati pone fine alla collaborazione anche con il coach Radek Štěpánek.
Apre la stagione sulla terra rossa perdendo negli ottavi di finale a Monte Carlo contro Dominic Thiem e al secondo turno a Barcellona contro Martin Kližan. A Barcellona perfeziona gli accordi con Marián Vajda, che torna a essere il suo capo allenatore. Sconfitto al secondo turno anche al Madrid Open, arriva in semifinale agli Internazionali d'Italia e viene eliminato da Nadal, a fine torneo si ritrova alla 22ª posizione del ranking, la peggiore dall'ottobre 2006. Al Roland Garros perde inaspettatamente nei quarti di finale contro la rivelazione del torneo Marco Cecchinato. Torna quindi a disputare una finale al Queen's e viene sconfitto da Marin Čilić. Raggiunge la semifinale a Wimbledon dopo aver ceduto un set a Kyle Edmund e Kei Nishikori, e sconfigge Rafael Nadal per 10–8 nel set decisivo dopo 5 ore e 17 minuti di gioco, nella seconda semifinale più lunga nella storia del torneo. Alla sua prima finale in una prova del grande Slam dagli US Open 2016, conquista il quarto titolo a Wimbledon con la vittoria su Anderson in tre set e guadagna 11 posizioni in classifica, rientrando nella top 10.
Inizia lo swing nordamericano uscendo al terzo turno al Canadian Open per mano del futuro finalista Stefanos Tsitsipas. A Cincinnati elimina il campione in carica Grigor Dimitrov, in semifinale ha la meglio su Marin Čilić e – dopo che aveva perso le 5 finali disputate in precedenza – si aggiudica per la prima volta il titolo superando Roger Federer con un doppio 6–4, diventando il primo giocatore a vincere tutti i tornei ATP Masters 1000 e a conquistare il cosiddetto Career Golden Masters. Vince al quarto set i primi due match agli US Open contro Márton Fucsovics e Tennys Sandgren, non perde altri set in tutto il torneo, in semifinale supera Kei Nishikori e il 10 settembre sconfigge in finale del Potro con il punteggio di 6–3, 7–6, 6–3. Dopo aver vinto con la squadra europea la successiva Laver Cup, trionfa al Masters di Shanghai senza perdere alcun set; al terzo turno si prende la rivincita su Cecchinato, elimina poi i top 10 Anderson e Zverev e sconfigge in finale Borna Ćorić per 6–3, 6–4, tornando alla 2ª posizione mondiale dietro Nadal. Raggiunge la finale anche al Paris Masters, dove elimina Marin Čilić, in semifinale sconfigge Federer al tie-break del parziale decisivo e perde in due set contro Karen Chačanov, a fine torneo si ritrova in vetta al ranking mondiale. Raggiunge la finale alle ATP Finals senza perdere alcun set e viene sconfitto per 4–6, 3–6 da Zverev, al quale aveva concesso solo 5 giochi nel match di round robin.

### 2019: doppietta Australian Open-Wimbledon

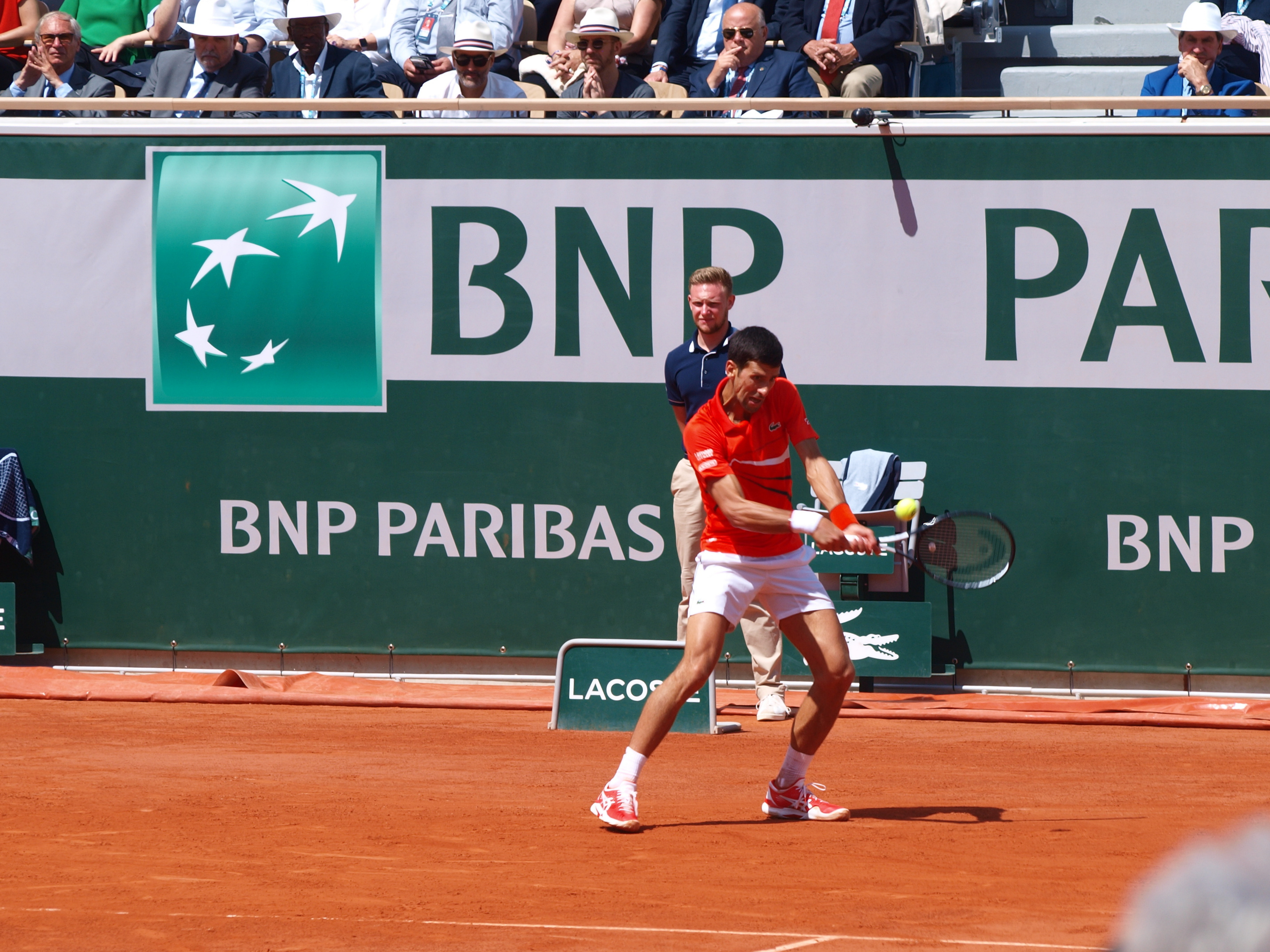
Đoković al Roland Garros 2019

La stagione 2019 si apre con la sconfitta in semifinale a Doha contro Roberto Bautista Agut. Agli Australian Open perde il primo set del torneo al terzo turno contro Denis Shapovalov, ne perde solamente un altro nel turno successivo con Daniil Medvedev e in finale concede solo 8 giochi a Rafael Nadal, diventando il primo tennista uomo a vincere il torneo per 7 volte e a vincere tre titoli Slam consecutivi per tre volte. Arrivano quindi le premature eliminazioni al terzo turno a Indian Wells contro Philipp Kohlschreiber e al quarto turno a Miami, di nuovo contro Bautista Agut. Si spinge fino ai quarti di finale a Monte Carlo e cede in tre set a Medvedev. Si sblocca aggiudicandosi il Madrid Open per la terza volta in carriera, non cede alcun set in tutto il torneo e in semifinale ha la meglio su Dominic Thiem dopo 2 tie-break. Sconfigge in finale Stefanos Tsitsipas per 6–3, 6–4 ed eguaglia il record di Nadal con 33 titoli nei tornei Masters 1000.
Raggiunge la finale anche agli Internazionali d'Italia con i successi in 3 set sul nº 9 del mondo Juan Martín del Potro e su Diego Schwartzman in semifinale. Nadal si riprende il record in solitaria di titoli Masters 1000 imponendosi per 6–0, 4–6, 6–1. Dopo i trionfi negli ultimi tornei di Wimbledon, US Open e Australian Open, al Roland Garros Đoković ha la possibilità di conquistare per la seconda volta in carriera 4 titoli consecutivi del Grande Slam. Vince i primi incontri senza perdere alcun set e anche nei quarti sconfigge in 3 parziali il nº 5 del mondo Alexander Zverev. Dopo 26 incontri consecutivi vinti nelle prove del Grande Slam, cede in semifinale al nº 4 del mondo e finalista dell'edizione precedente Dominic Thiem per 2–6, 6–3, 5–7, 7–5, 5–7 dopo oltre quattro ore di gioco, in un incontro disputato nell'arco di due giorni e sospeso più volte per pioggia.

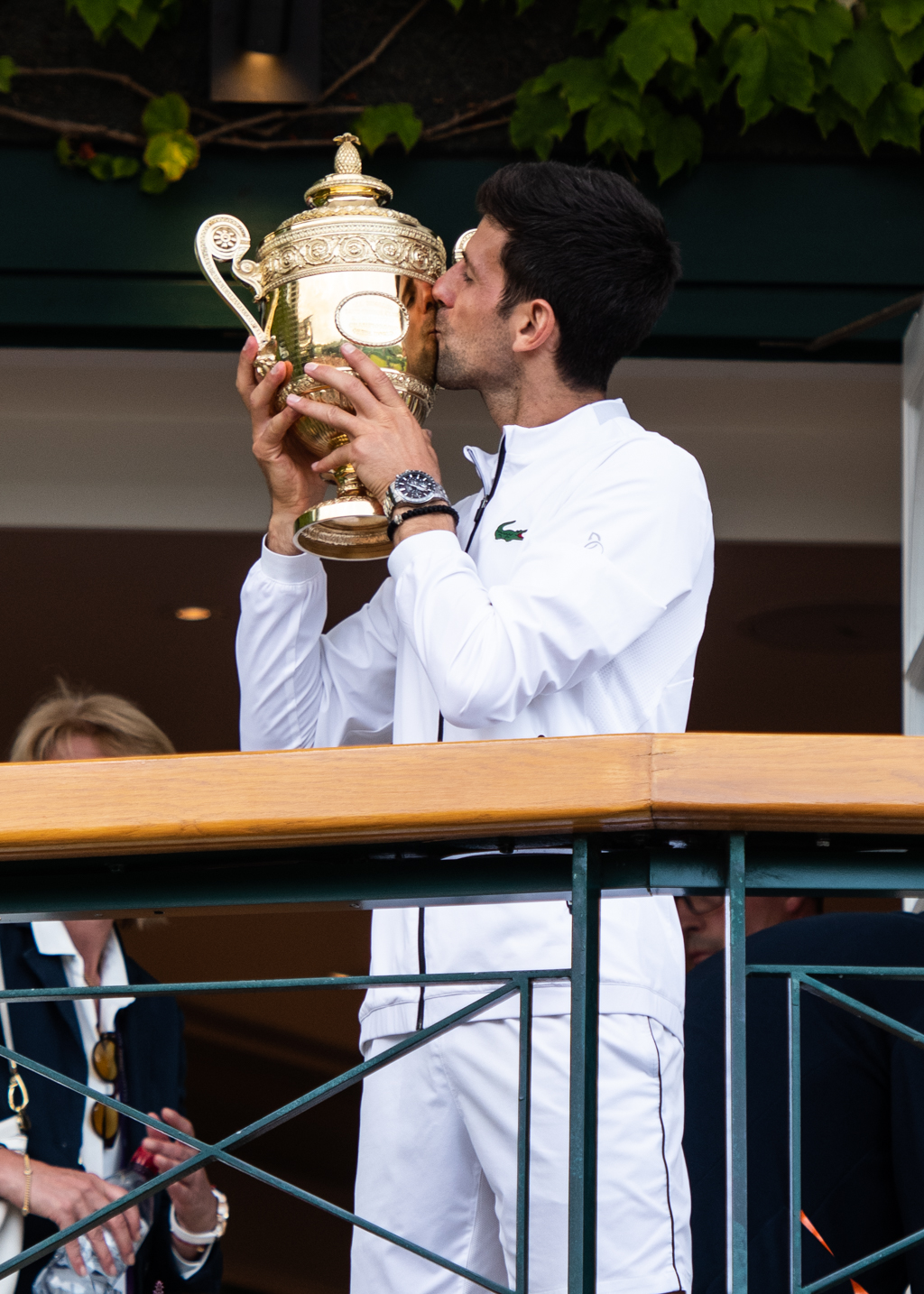
Đoković con il quinto titolo vinto a Wimbledon

A Wimbledon cede il primo set del torneo al terzo turno a Hubert Hurkacz, che supera in quattro partite; perde un altro set in semifinale contro Bautista Agut, contro il quale si impone per 6–2 al quarto e si aggiudica uno scambio di 45 colpi (record nella storia di Wimbledon). In finale trionfa sul nº 3 del mondo Roger Federer con il punteggio di 7–6, 1–6, 7–6, 4–6, 13–12, dopo aver salvato due match-point sul servizio dello svizzero, nella finale più lunga della storia del torneo (la seconda più lunga in un torneo del Grande Slam) durata 4 ore e 57 minuti e considerato uno dei migliori incontri di sempre. La quinta affermazione ai Championships permette al tennista serbo di raggiungere Björn Borg e Laurence Doherty nella lista dei plurivincitori del torneo.
Dopo un mese di pausa si ripresenta a Cincinnati, dove è campione uscente, e viene sconfitto in semifinale dal futuro campione del torneo Daniil Medvedev, mentre agli US Open è costretto a ritirarsi al quarto turno a causa di un infortunio alla spalla sinistra durante il match contro Stan Wawrinka. Dopo altre tre settimane di pausa, vince per la prima volta l'ATP 500 di Tokyo, nel quale non perde alcun set e supera in finale John Millman. Esce quindi nei quarti di finale a Shanghai per mano di Stefanos Tsitsipas. Torna in campo al Paris Masters e conquista il suo quinto titolo stagionale, anche in questo torneo non cede alcun set, nei quarti si prende la rivincita sul nº 7 del mondo Tsitsipas e supera in finale Denis Shapovalov. Nonostante il successo, perde la prima posizione del ranking in favore di Nadal. Alle Finals vince il primo match del round robin contro Matteo Berrettini e viene eliminato con le successive sconfitte subite contro Thiem e Federer. Vince i tre singolari disputati nella fase finale di Coppa Davis, e nei quarti di finale contro la Russia perde al tie-break del set decisivo l'unico match giocato in doppio, sconfitta che sancisce l'eliminazione della Serbia.

### 2020: ATP Cup, 8º Australian Open e sesta stagione chiusa da numero 1 ATP
La stagione 2020 si apre con la prima edizione dell'ATP Cup, nella quale vince tutti gli incontri disputati sia in singolare sia in doppio. Sconfigge tra gli altri i top-10 Gaël Monfils e Daniil Medvedev e il nº 1 del mondo Nadal in finale, nella quale assicura il trionfo alla Serbia vincendo anche il decisivo incontro di doppio in coppia con Viktor Troicki. Si aggiudica per l'ottava volta gli Australian Open, tornando in vetta nel ranking e consolidando il record di vittorie nel torneo. All'esordio perde il primo set contro Jan-Lennard Struff, e vince tutti i parziali successivi del torneo fino alla finale, compresi quelli in semifinale contro il nº 3 del mondo Federer Nell'ultimo atto trionfa sul nº 5 del mondo Dominic Thiem con il punteggio di 6–4, 4–6, 2–6, 6–3, 6–4. Esce vittorioso anche a Dubai, dove annulla tre match point in semifinale a Gaël Monfils e in finale batte Stefanos Tsitsipas per 6–3, 6–4.
Dopo la pausa forzata del tennis mondiale dovuta alla pandemia di COVID-19, gioca il Master 1000 di Cincinnati e non cede alcun set fino alla semifinale vinta in rimonta contro Bautista Agut. In finale sconfigge Milos Raonic con il punteggio di 1–6, 6–3, 6–4, successo con cui eguaglia il record di Nadal per numero di successi nei Masters 1000 e consegue per la seconda volta il Career Golden Masters, impresa che nessun altro giocatore aveva mai realizzato neanche per una volta. Ai successivi US Open viene squalificato durante il match degli ottavi di finale con Pablo Carreño Busta per aver scagliato con rabbia una pallina che ha colpito una giudice di linea, ponendo fine alla serie di 29 vittorie consecutive in match di singolare. Si aggiudica poi il quinto titolo in carriera agli Internazionali d'Italia superando in due set nell'atto decisivo Diego Schwartzman, che aveva eliminato Nadal nei quarti di finale. Con questo suo 36º trionfo in un Masters 1000 supera il record assoluto dello stesso Nadal, fermo a quota 35, e supera inoltre Pete Sampras nella classifica dei tennisti con più settimane al nº 1 del ranking, salendo al 2º posto con 290 settimane dietro alle 310 di Federer.
Al Roland Garros perde il primo set del torneo nei quarti contro Pablo Carreño Busta, sconfitto al quarto parziale, e in semifinale supera al quinto Tsitsipas. Cede poi nettamente in finale a Nadal con il punteggio di 0–6, 2–6, 5–7. Nei quarti di finale all'ATP 500 di Vienna raccoglie tre soli giochi contro Lorenzo Sonego, mentre alle ATP Finals esce di scena in semifinale dopo un match equilibrato con Dominic Thiem, che si impone al tie-break del set decisivo. Con i 4 tornei vinti nel 2020 arriva a 81 titoli del circuito maggiore, superando John McEnroe al 5º posto nella classifica di tutti i tempi. Per la sesta volta in carriera chiude la stagione al 1º posto del ranking.

#### La controversia dell'Adria Tour
Nel giugno 2020 Đoković e il fratello Djordje organizzano in Serbia e in Croazia la tournée di tennis Adria Tour per beneficenza, invitando tra gli altri Thiem, Dimitrov, Rublëv e Zverev. Non vengono rispettati i protocolli di protezione per la COVID-19 e vengono contagiati diversi giocatori, tra cui lo stesso Đoković, che riceve dure critiche.

### 2021: 3 titoli Slam, secondo Career Grand Slam e record di settimane al nº 1 del ranking ATP
All'esordio stagionale vince i due singolari e il primo match di doppio in ATP Cup, e la sconfitta contro il doppio tedesco segna l'eliminazione dei serbi. Agli Australian Open arriva con qualche difficoltà in semifinale, complice un infortunio agli addominali durante l'incontro di terzo turno vinto in 5 set contro Taylor Fritz. Nei quarti elimina Zverev e in 4 set e in semifinale la sorpresa del torneo Karacev, partito dalle qualificazioni. Nell'atto conclusivo ha la meglio su Daniil Medvedev per 7–5, 6–2, 6–2, interrompendo la sua striscia di 20 vittorie consecutive, e vince il torneo per la nona volta. L'8 marzo comincia la sua 311ª settimana in vetta al ranking mondiale, superando il precedente primato detenuto da Roger Federer. Torna in campo ad aprile inoltrato a Monte Carlo ed esce di scena a sorpresa al terzo turno per mano di Daniel Evans. Desta sorpresa anche la sconfitta in semifinale al successivo torneo ATP della sua Belgrado contro Karacev. Agli Internazionali d'Italia supera in rimonta Stefanos Tsitsipas nei quarti, impiega 3 set anche in semifinale per battere Lorenzo Sonego e cede nel parziale decisivo in finale contro Rafael Nadal. Torna al successo nel secondo ATP di Belgrado superando Alex Molčan nell'incontro che assegna il titolo.
Al quarto turno del Roland Garros perde i primi due set e si impone al quinto sull'esordiente Lorenzo Musetti, ha quindi la meglio in 4 parziali su Matteo Berrettini e in semifinale su Nadal, che sconfigge per la seconda nello Slam di Parigi. Anche in finale va sotto di due set contro il nº 5 del mondo Stefanos Tsitsipas e si impone con il punteggio di 6–7, 2–6, 6–3, 6–2, 6–4, diventando il primo giocatore nell'era Open a vincere almeno due volte ognuno dei tornei del Grande Slam. Prepara Wimbledon giocando solo in doppio al nuovo torneo sull'erba di Maiorca, raggiunge la finale in coppia con Carlos Gómez-Herrera e danno forfait. Raggiunge la finale anche nello Slam londinese perdendo un solo set al primo turno contro Jack Draper, in semifinale supera il nº 12 ATP Shapovalov e in finale si impone su Berrettini per 6–7, 6–4, 6–4, 6–3. Conquista così il 20º titolo del Grande Slam, eguagliando il record detenuto da Federer e Nadal.
Vede sfumare la possibilità di assicurarsi il Grande Slam d'Oro alle Olimpiadi di Tokyo con la sconfitta subita in semifinale contro Alexander Zverev, e perde anche la finale per la medaglia di bronzo contro Pablo Carreño Busta. Agli US Open fallisce anche l'opportunità di conquistare il Grande Slam, impresa riuscita nell'era Open al solo Rod Laver nel 1969. Durante il torneo vince un solo incontro al terzo set, ne impiega 4 nei quarti per sconfiggere Berrettini e in semifinale si prende la rivincita su Zverev nel parziale decisivo. In finale a prevalere è Daniil Medvedev per 6–4, 6–4, 6–4, che conquista il suo primo titolo in uno Slam in carriera. Dopo una pausa di quasi due mesi, Đjoković rientra a giocare al Paris Masters e si prende la rivincita anche con Medvedev, sconfitto in rimonta nella finale. Chiude la stagione con l'eliminazione in semifinale alle ATP Finals di Torino perdendo in 3 set contro Zverev.

### 2022: esclusione da due Slam, vittoria a Wimbledon, 90º titolo ATP e 6° alle ATP Finals
Il 5 gennaio 2022 viene fermato dalla polizia di frontiera a Melbourne, dove si era recato per partecipare agli Australian Open, causa irregolarità sul suo visto d'ingresso relative alle norme per entrare nel Paese da non vaccinato contro la COVID. Viene posto in isolamento e il suo visto viene annullato. Il suo primo ricorso alla Federal Circuit and Family Court of Australia viene accolto. Vengono trovate false dichiarazioni nella domanda per il visto d’ingresso, ma il ministro per l'Immigrazione australiano ordina direttamente la sua espulsione sostenendo che la sua permanenza in Australia avrebbe comportato un "pericolo per la sicurezza del paese" a causa della sua ritrosia a vaccinarsi, dato che con la sua fama avrebbe potuto generare emulazioni fra i cittadini australiani. Il suo secondo ricorso viene rigettato ed è costretto a lasciare il Paese. Gli Australian Open vengono vinti da Rafael Nadal, che con il 21º titolo si prende il primato in solitaria del numero di Slam vinti contro i 20 di Đoković e Federer.
Al successivo ATP 500 di Dubai, viene sconfitto nei quarti da Jiří Veselý e perde la prima posizione della classifica mondiale in favore di Medvedev; pochi giorni dopo il suo storico coach Marian Vajda lascia l'incarico. Per la sua opposizione al vaccino gli viene negato l'ingresso anche negli Stati Uniti e deve rinunciare alla disputa dei Masters 1000 di Indian Wells e Miami, ma si riprende la vetta nel ranking dopo l'eliminazione di Medvedev al terzo turno del Miami Open. Rientra dopo un mese e mezzo di stop forzato e perde al turno di esordio contro Alejandro Davidovich Fokina a Monte Carlo. Raggiunge la finale al successivo torneo ATP 250 di Belgrado e cede per 6–0 nel set decisivo contro Andrej Rublëv. Non va oltre la semifinale al Masters 1000 madrileno, eliminato nel suo primo match contro la stella emergente Carlos Alcaraz. Consegue il primo successo della stagione agli Internazionali d'Italia, dove elimina i top 10 Félix Auger-Aliassime e Casper Ruud e trionfa in due set in finale contro Stefanos Tsitsipas. Agli Open di Francia esce di scena nei quarti di finale per mano di Nadal, che vincerà il torneo e il 22º titolo in uno Slam, mentre Đoković scende al 3º posto nel ranking.
Si conferma campione a Wimbledon, dove nei quarti di finale perde i primi due set e si impone al quinto contro Sinner. In semifinale elimina Norrie e, alla sua quarta finale consecutiva nel torneo, sconfigge Kyrgios in quattro set e conquista il settimo titolo ai Championships, nonché il 21° del Grande Slam. Non beneficia dei punti del ranking, che ATP e WTA non hanno assegnato per questa edizione di Wimbledon a seguito della decisione degli organizzatori di escludere dal torneo i tennisti russi e bielorussi a causa dell'invasione russa dell'Ucraina del 2022, e scende al 7º posto mondiale. Gli viene inoltre negato nuovamente l'ingresso negli Stati Uniti, non prende quindi parte alla trasferta americana e si ripresenta in campo a settembre alla Laver Cup, nella quale il Team Europe cede per la prima volta al Resto del mondo; il torneo segna l'ultima apparizione nel circuito e il ritiro di Roger Federer. Si impone senza perdere alcun set nei successivi tornei di Tel Aviv e Astana, sconfiggendo nelle rispettive finali Cilić e Tsitsipas. Supera di nuovo Tsitsipas in rimonta in semifinale al Paris Masters e nell'atto conclusivo cede a sorpresa in tre set contro l'emergente Holger Rune; a fine torneo si trova all'8º posto del ranking. Trionfa alle ATP Finals con il successo in finale su Casper Ruud con il punteggio di 7–5, 6–3, diventando il più vecchio tennista a vincere il torneo e soprattutto eguagliando il record di 6 vittorie di Federer. Con questo risultato risale al 5º posto mondiale.

### 2023: i record assoluti di titoli del Grande Slam e di settimane al numero uno

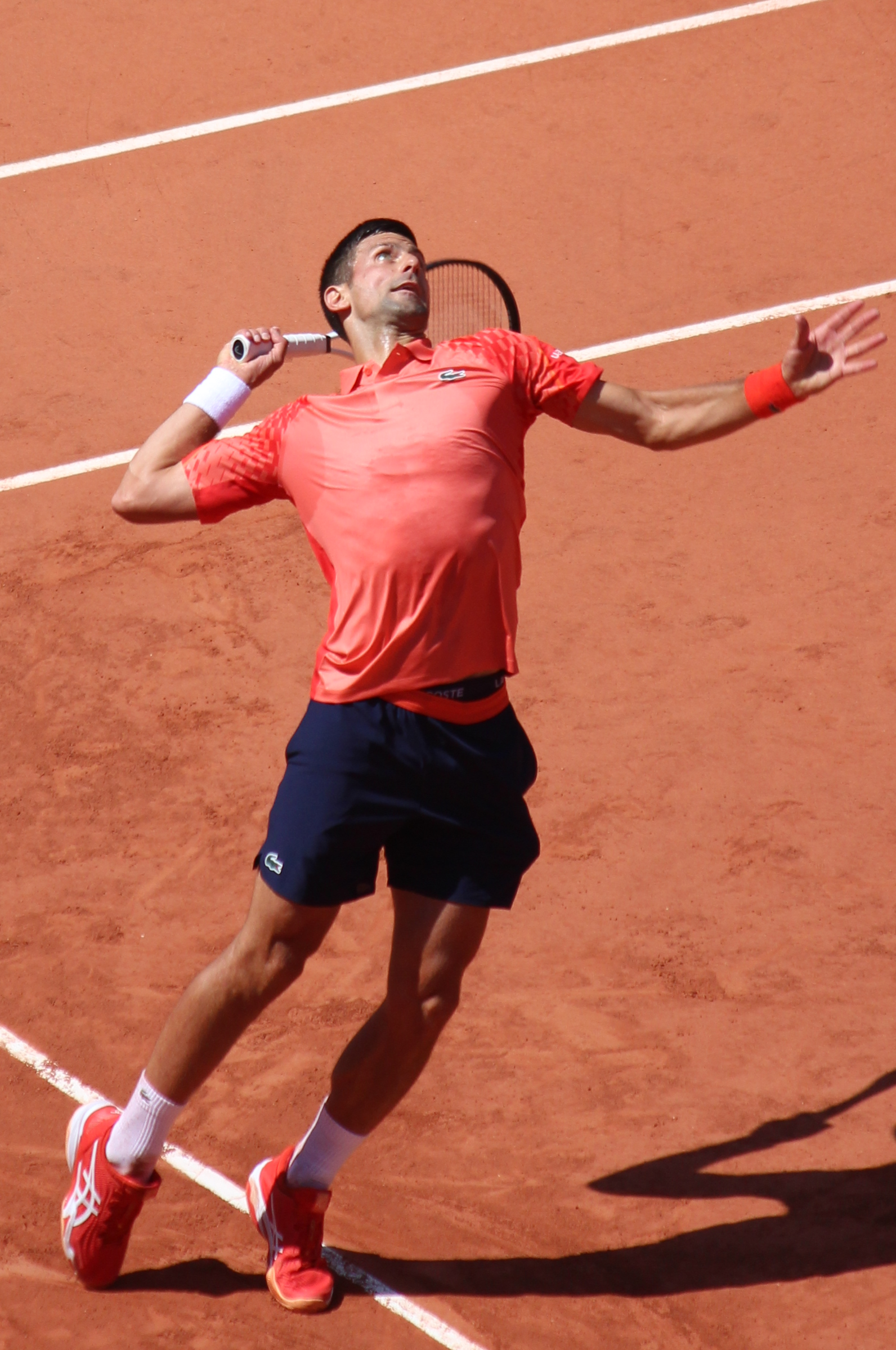
Đoković al Roland Garros 2023

Inizia l'anno vincendo il torneo di Adelaide. Il 29 gennaio vince per la decima volta in carriera gli Australian Open battendo in finale Stefanos Tsitsipas con il punteggio di 6–3, 7–6(4), 7–6(5), conquistando il suo 93º torneo ATP e il 22º torneo del Grande Slam (eguagliando il record di Nadal). A fine torneo torna inoltre in vetta alla classifica mondiale. Il 27 febbraio inizia la 378ª settimana da numero 1 del ranking, superando il record all time di Steffi Graf, ferma a 377. All'ATP 500 di Dubai cede in semifinale a Daniil Medvedev. È costretto nuovamente a rinunciare ai Masters 1000 di Indian Welles e Miami per l'annosa questione legata alla norme sulla vaccinazione contro il covid-19, per la quale gli viene negato l'accesso negli USA. A Monte Carlo viene eliminato al secondo turno, mentre al torneo di Banja Luka esce nei quarti.
Torna in campo agli Internazionali d'Italia e dopo i successi su Dimitrov e Norrie perde in semifinale contro Rune; a fine torneo cede la prima posizione mondiale a Carlos Alcaraz. Al Roland Garros perde il primo set del torneo nei quarti di finale contro Chačanov che batte in quattro. In semifinale supera Alcaraz, che all'inizio del terzo set viene colto da crampi. In finale sconfigge Casper Ruud con il punteggio di 7–6(1), 6–3, 7–5 e torna in vetta al ranking mondiale, diventando il tennista con più titoli in singolare del Grande Slam (con 23 affermazioni), nonché l'unico a essersi aggiudicato tutti i Major almeno tre volte. A Wimbledon raggiunge la trentacinquesima finale Slam (diventando il tennista in assoluto, donne incluse, con più finali Slam della storia del tennis). Nell'atto conclusivo cede in cinque set ad Alcaraz, interrompendo un'imbattibilità sul campo centrale dei Championships che durava da più di 10 anni.
Al Cincinnati Open dopo aver battuto fra gli altri Monfils (vittoria che ha portato gli scontri tra i due a 19 successi per il serbo e 0 per il francese, record maschile) arriva in finale prendendosi la rivincita su Carlos Alcaraz, battuto col punteggio di 5–7, 7–6(7), 7–6(4) in tre ore e quarantanove minuti di gioco, finale più lunga nella storia del torneo. Si aggiudica così il 39º ATP 1000 in carriera e diventa il terzo giocatore di sempre come numero di partite vinte. Agli US Open centra il 24° titolo del Grande Slam eguagliando il record all-time di Margaret Court, dopo aver rimontato due set di svantaggio a Laslo Đere nel terzo turno, aver battuto Fritz nei quarti e Shelton in semifinale, e sconfitto in finale Daniil Medvedev in tre set. A fine torneo torna al nº 1 del mondo.
Dopo una pausa di qualche mese, vince il Paris Masters battendo in finale Grigor Dimitrov in due set. Trionfa anche alle ATP Finals con il successo su Jannik Sinner con il punteggio di 6–3, 6–3 superando così il record di 6 vittorie di Federer e finisce per l'ottavo anno al nº 1 al mondo. Viene inoltre premiato dall'ITF come campione maschile per l'ottava volta.

### 2024: oro olimpico e Career Golden Slam
Inizia l'anno alla United Cup, dove la Serbia supera il girone, ma perde nei quarti contro l'Australia. Nei quarti degli Australian Open ha la meglio su Fritz venendo eliminato da Sinner in semifinale, interrompendo una striscia di 33 incontri senza sconfitta in questo torneo. Dopo cinque anni di assenza torna a partecipare al Masters 1000 di Indian Wells arrivando al terzo turno. A Monte Carlo Masters viene sconfitto da Casper Ruud in semifinale. Agli Internazionali d'Italia esce al secondo turno contro Alejandro Tabilo, mentre all'ATP 250 di Ginevra perde in semifinale contro Tomáš Macháč. Ad aprile viene premiato come "sportivo dell'anno" ai prestigiosi Laureus World Sports Awards.

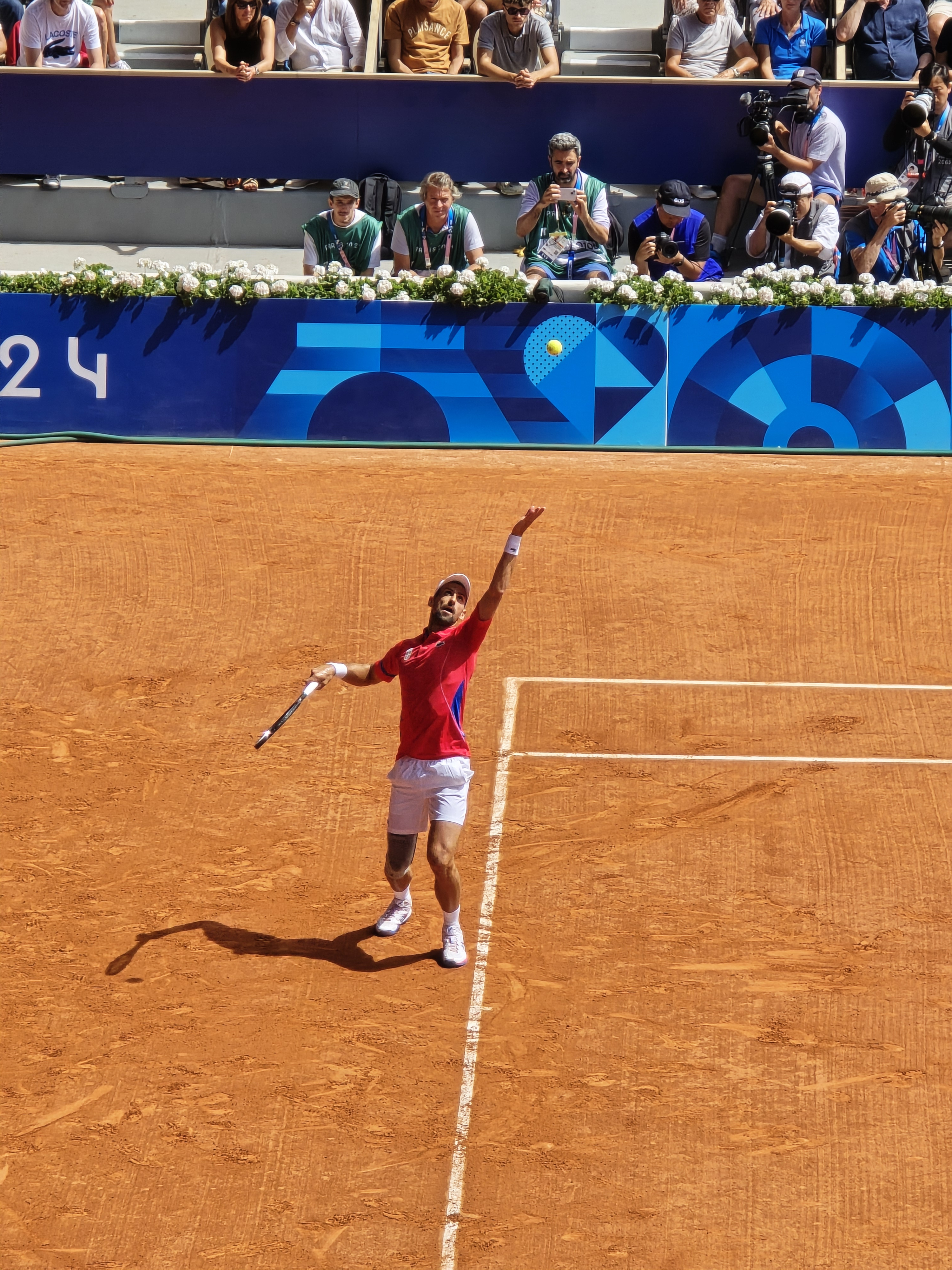
Đoković alle Olimpiadi di Parigi 2024 contro Carlos Alcaraz.

Al Roland Garros, con le vittorie contro Lorenzo Musetti al terzo turno, e Francisco Cerúndolo negli ottavi, eguaglia e supera i record di Federer sia per incontri vinti (370) sia per presenze nei quarti di finale (59) nei tornei del Grande Slam. Si ritira dal quarto di finale a causa di un infortunio subito durante il match con Cerúndolo, e si sottopone successivamente ad un'operazione al menisco destro. Recupera in tempo per Wimbledon, dove raggiunge la sua decima finale (sesta consecutiva) in cui cede a Carlos Alcaraz in tre set.
Partecipa ai Giochi olimpici di Parigi, dove elimina al secondo turno Rafael Nadal nel 60° e ultimo incontro della loro rivalità. Nella gara che assegna la medaglia d'oro sconfigge Alcaraz con il punteggio di 7–6(3), 7–6(2), conquistando l'unico Big Title mancante nella sua bacheca e diventando il quinto giocatore in assoluto a completare il Career Golden Slam in singolare dopo Nadal, Andre Agassi, Serena Williams e Steffi Graf.
Salta i tornei successivi rientrando agli US Open dove viene eliminato al terzo turno da Alexei Popyrin; con questo risultato chiude per la prima volta la stagione senza aver vinto alcun torneo del Grande Slam dal 2017. È inoltre la prima stagione dal 2002 in cui nessuno dei Big Three vince un titolo di questa categoria.
Dopo cinque anni di assenza dai tornei in Cina giunge in finale allo Shanghai Masters, perdendola contro Sinner. Nonostante la qualificazione alle ATP Finals, in cui è campione in carica degli ultimi due anni, rinuncia a prendervi parte, uscendo dalla top 5 della classifica e chiudendo il 2024 al 7° posto mondiale.

### 2025: 100° titolo ATP

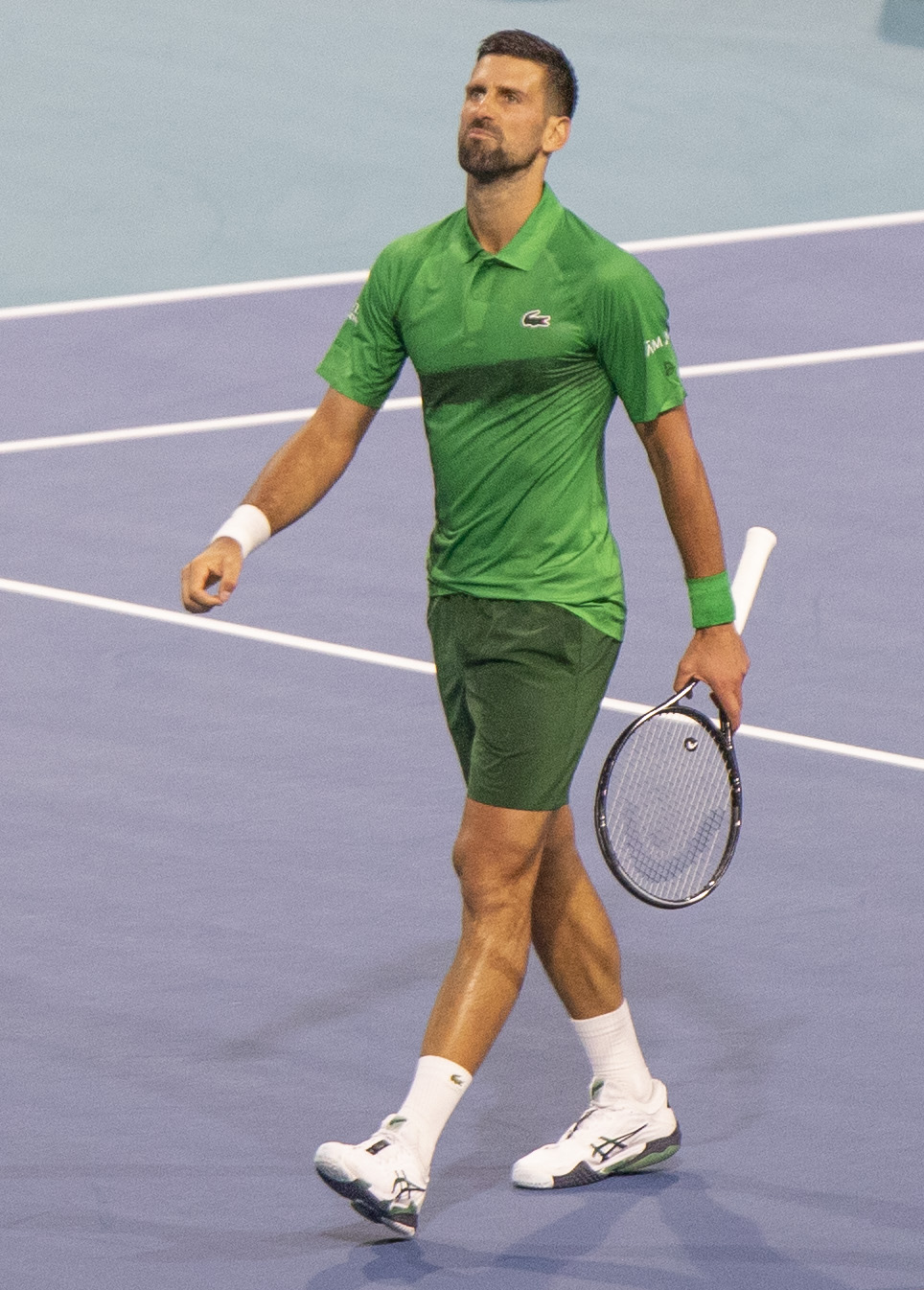
Đoković al Miami Open nel 2025.

Inizia la stagione a Brisbane, dove viene sconfitto da un rientrante Reilly Opelka nei quarti di finale. Ai successivi Australian Open supera Alcaraz ai quarti, ma deve ritirarsi nel corso del successivo incontro di semifinale contro Zverev a causa di un infortunio a una gamba. Eliminato nelle fasi iniziali ai tornei di Doha e Indian Wells, torna poi a giocare a Miami dopo 6 stagioni di assenza. Qui raggiunge la finale, in cui viene battuto da Jakub Menšík in due combattuti set, entrambi terminati ai tie-break.
Dopo le sconfitte all'esordio a Montecarlo e a Madrid, per la prima volta in carriera non gioca gli Internazionali d'Italia a Roma per potersi dedicare agli allenamenti e al miglioramento della propria condizione fisica. Il 26 maggio 2025 viene resa ufficiale l'allontanamento dal suo coach, Andy Murray, che durava da oltre sei mesi, per mancanza di risultati e per "mutuo accordo". Prosegue quindi la stagione affiancato da Vemic e Bosnjakovic (quest'ultimo specialista di analisi video degli incontri), ed entrambi già nel suo team. Al successivo torneo di Ginevra conquista il suo 100º titolo in singolare, diventando l'unico tennista ad aver vinto almeno un torneo ATP/ITF in 20 stagioni consecutive, superando il suo stesso record che deteneva insieme a Nadal. Agli Open di Francia perde il primo set del torneo nel quarto di finale contro Zverev e cede in semifinale a Sinner.
Presentatosi a Wimbledon come sua abitudine senza giocare altri tornei sull'erba, vi raggiunge la settima semifinale consecutiva, eguagliando il record di Federer, e la 14ª complessiva, stabilendo il record assoluto del torneo, in cui perde nuovamente in tre set contro il futuro vincitore del torneo Sinner.

## Rivalità

### Con Rafael Nadal

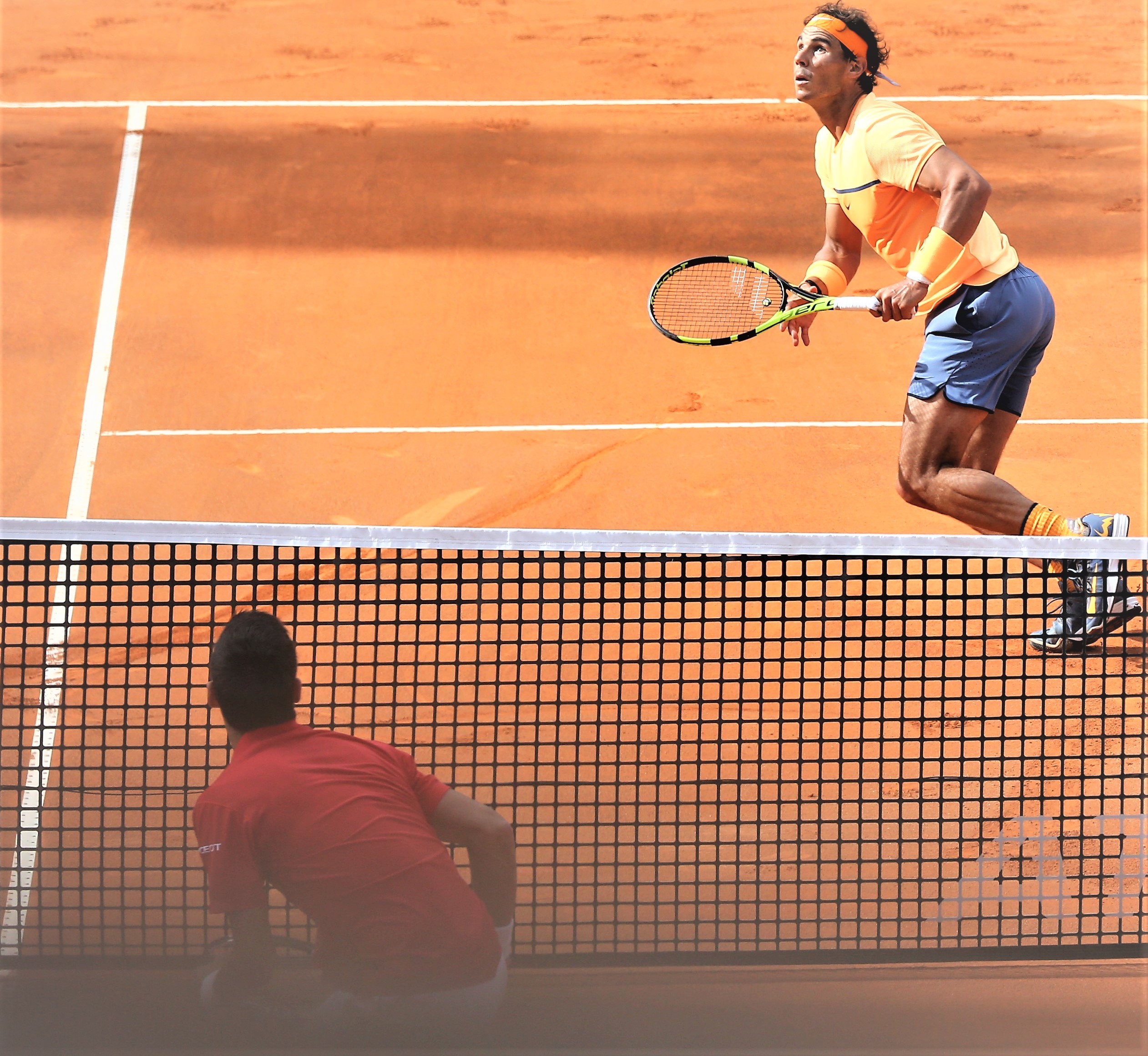
Đoković e Nadal contrapposti nei quarti di finale degli Internazionali d'Italia 2016

Tra Novak Đoković e Rafael Nadal è sussistita per lungo tempo una delle rivalità più accese delle storia del tennis. I due si sono affrontati per la prima volta nel 2006 e hanno disputato 60 incontri, con un bilancio favorevole al serbo di 31-29.
- Tale rivalità è la prima dell'era Open per numero di incontri disputati, seguita da quelle fra Roger Federer e lo stesso Đoković (50), tra Roger Federer e Rafael Nadal (40) e tra Ivan Lendl e John McEnroe (36).[138] Classificata dall'ATP come la terza rivalità più intensa del decennio 2000-2009,[139] è stata caratterizzata da una prima fase favorevole a Nadal durata fino al 2010 (forte di un bilancio degli incontri di 16-7 in suo favore, di cui 5 vittorie consecutive), e da una seconda, iniziatasi nel 2011, favorevole a Đoković, che include due strisce da sette vittorie consecutive del serbo contro il rivale spagnolo e un bilancio complessivo di 24-12.
- 20 delle vittorie di Nadal vengono dalla terra rossa, a fronte di 9 sconfitte. Sull'erba il bilancio è di 2-2, mentre sul cemento il bilancio è favorevole al serbo 20-7[137] (indoor 5-2 per il serbo).
- I due giocatori hanno disputato fra loro 9 finali dello Slam (5-4 per Nadal), di cui ben 4 consecutive (tra il 2011 e il 2012), fra cui si ricorda in particolare quella degli Australian Open 2012, durata 5 ore e 53 minuti e vinta da Đoković per 5–7, 6–4, 6–2, 6(5)–7, 7–5, la più lunga di sempre in uno Slam e uno degli incontri più belli di sempre.[140] Il bilancio attuale delle finali Slam è di 5-4 in favore di Nadal, mentre quello complessivo nei major è di 11-7, sempre in favore di Nadal. I due hanno disputato anche una semifinale olimpica nel 2008, vinta da Nadal, e 29 match nei Masters 1000 (16-13 per Đoković).[137]

### Con Roger Federer

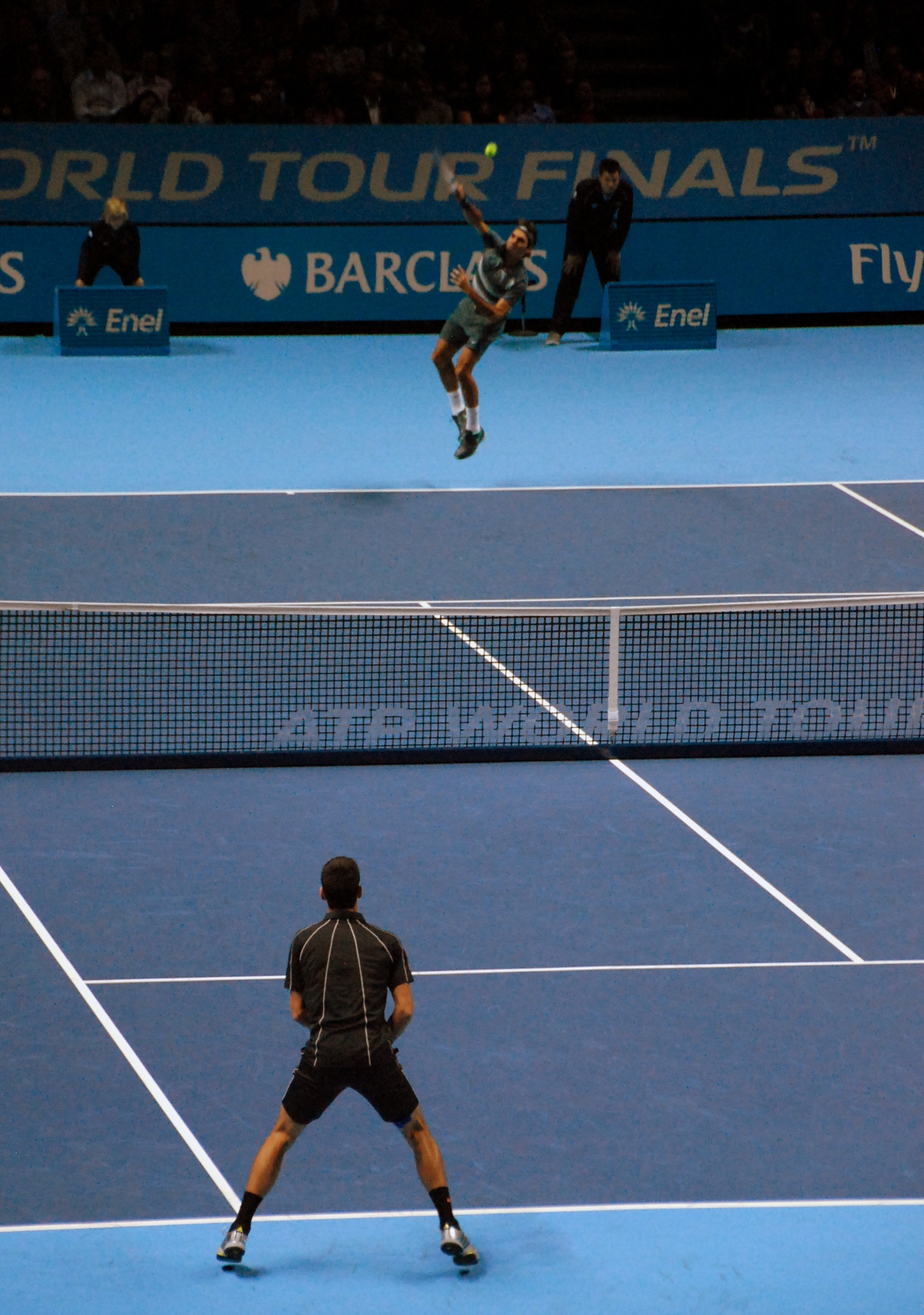
Đoković e Federer alle ATP World Tour Finals 2013

Đoković ha una rivalità degna di nota anche con Roger Federer, che ha affrontato 50 volte con un bilancio di 27-23 in favore del serbo. Il primo incontro si è tenuto nel 2006.
- Questa rivalità è la seconda dell'era Open per numero di incontri disputati, davanti a quelle tra Roger Federer e Rafael Nadal (40), tra Ivan Lendl e John McEnroe e tra lo stesso Đoković e Andy Murray (36 entrambe).[138] La prima fase, tra il 2006 e il 2010, è stata favorevole al tennista svizzero (13-6), con quattro vittorie consecutive tra il 2006 e il 2007, mentre la seconda a favore del serbo (21 a 10), con cinque vittorie consecutive tra il 2015 e il 2019.
- Sulla terra il bilancio è di parità (4-4) mentre sul cemento conduce Ðokovic (20-18, indoor 6-4 per il serbo), così come sull'erba, dove il serbo è in vantaggio 3-1.
- Nei tornei del Grande Slam si sono incontrati in 17 occasioni, di cui cinque nelle seguenti finali: agli US Open 2007 Federer vince col punteggio di 7–6, 7–6, 6–4; a Wimbledon 2014, Nole si impone col punteggio di 6–7, 6–4, 7–6, 5–7, 6–4; a Wimbledon 2015 a vincere è Nole per 7–6, 6–7, 6–4, 6–3; agli US Open 2015 vince Nole per 6–4, 5–7, 6–4, 6–4 e a Wimbledon 2019 a spuntarla è il serbo per 7–6, 1–6, 7–6, 4–6, 13–12, dopo aver salvato due match-point nel set decisivo.
- L'incontro più lungo disputato tra i due giocatori è la finale di Wimbledon 2019, durata 4 ore e 57 minuti, che è anche la finale più lunga mai giocata a Wimbledon e, sempre in termini di durata, la terza nella storia delle finali dei tornei del grande Slam.

### Con Andy Murray

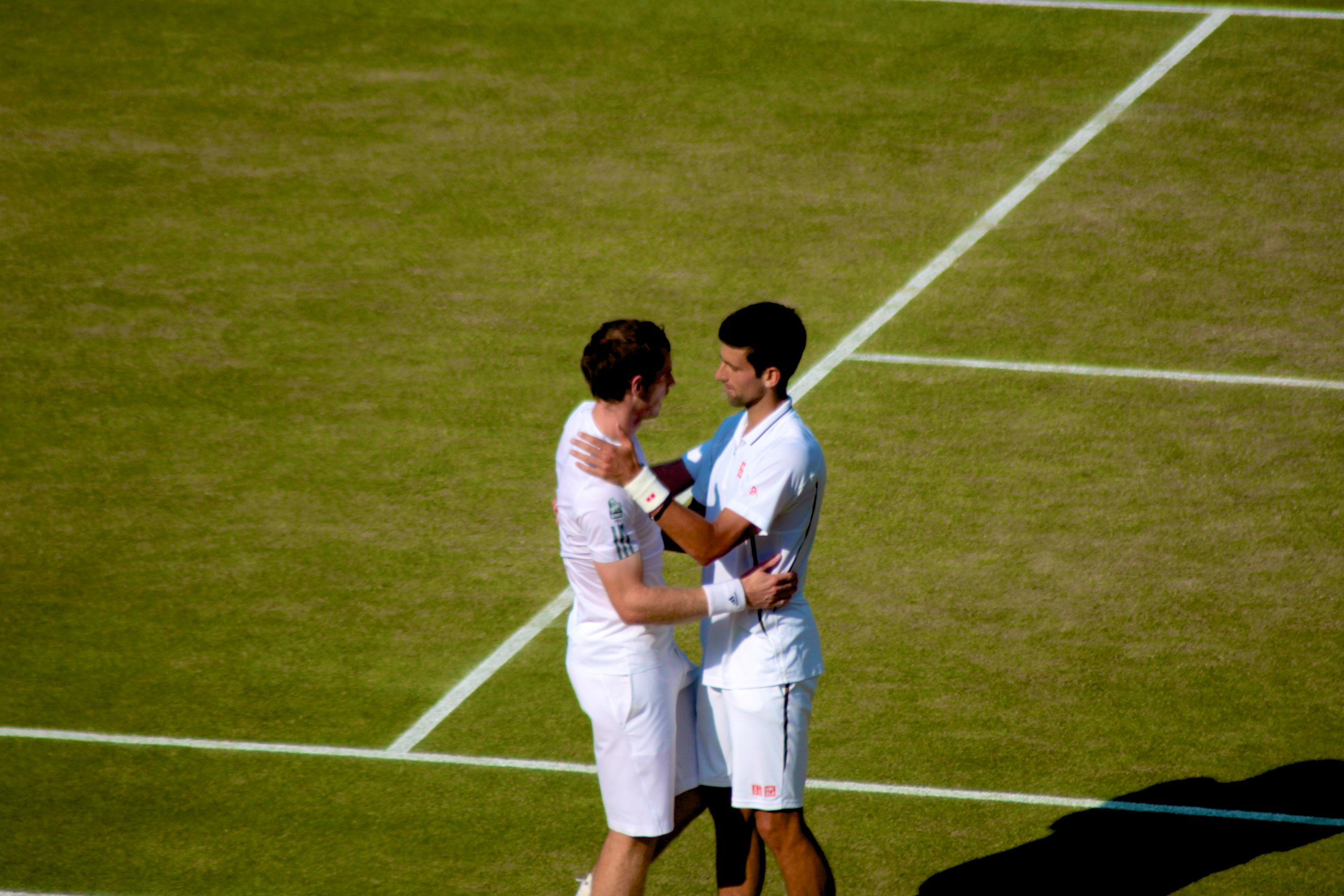
Ðokovic e Murray alla finale di Wimbledon 2013

Đoković ha anche una rivalità con Andy Murray, che ha affrontato 36 volte con un bilancio di 25-11 in favore del tennista serbo. Il primo incontro si è tenuto nel 2006.
- Questa rivalità è la quarta dell'era Open per numero di incontri disputati, insieme a quella tra Ivan Lendl e John McEnroe, ed ha sempre visto un predominio del serbo con otto vittorie consecutive tra il 2013 e il 2015.
- Sulla terra, il bilancio è a favore di Novak Đoković (5-1), così come sul cemento (20-8, indoor 4-1 Ðokovic). Sull'erba, invece, il bilancio è a vantaggio di Andy Murray (2-0).
- I due si sono incontrati in 10 occasioni nei tornei del Grande Slam, di cui sette volte in una finale dello Slam, tra cui 4 volte agli Australian Open (2011, 2013, 2015, 2016) vinte sempre da Đoković, agli US Open 2012 dove Murray ha vinto sul serbo col punteggio di 7–6, 7–5, 2–6, 3–6, 6–2, a Wimbledon 2013, dove Andy si è imposto col punteggio di 6–4, 7–5, 6–4 e al Roland Garros 2016, quando Đoković ha avuto la meglio col punteggio di 3–6, 6–1, 6–2, 6–4. Da ricordare anche la semifinale agli Australian Open 2012, dove a vincere fu Đoković: con questa vittoria il serbo raggiunse la sua terza finale al torneo australiano che riuscì a vincere un paio di giorni dopo, arrivando a quota 3 vittorie nel torneo.

### Con Stan Wawrinka
Đoković e Stan Wawrinka si sono incontrati 27 volte, con Đoković in vantaggio 21-6. Sebbene questa rivalità sia sbilanciata a favore di Đoković, i due hanno disputato numerose partite serrate, tra cui quattro partite al quinto set nei major. Wawrinka e Đoković si sono incontrati in tre Australian Open consecutivi, con ogni partita al quinto set, e una partita al quinto set agli US Open. Nel quarto turno degli Australian Open del 2013 , Đoković ha vinto 12–10 in un quinto set, con la partita considerata una delle migliori mai giocate; alle semifinali degli US Open del 2013 Đoković ha vinto 6–4 nel quinto set; ai quarti di finale dell'Australian Open del 2014 , Wawrinka vinse 9–7 al quinto. La vittoria di Wawrinka interruppe la serie di 14 semifinali consecutive di Đoković e pose fine a una serie di 28 vittorie consecutive; e Wawrinka vinse il suo primo titolo importante al torneo. Đoković si vendicò l'anno successivo all'Australian Open del 2015 , vincendo 6–0 al quinto set.
Nella finale dell'Open di Francia del 2015 , Wawrinka sconfisse Đoković in quattro set per aggiudicarsi il suo secondo titolo importante. Più tardi quell'anno, Đoković sconfisse Wawrinka al Masters di Cincinnati e al Masters di Parigi. Agli US Open del 2016 , Wawrinka sconfisse Đoković in una finale importante per la seconda volta.
Nonostante il record complessivo di Đoković di 21-6 contro Wawrinka, Wawrinka conduce su Đoković 3-2 nelle finali ATP , due delle quali in finali major. Durante la serie di 13 finali major di Đoković dal campionato di Wimbledon del 2014 all'Australian Open del 2020, le sue uniche due sconfitte sono state contro Wawrinka. Contrariamente alla maggior parte delle rivalità di alto profilo, la coppia ha anche giocato insieme in doppio.

## Caratteristiche tecniche

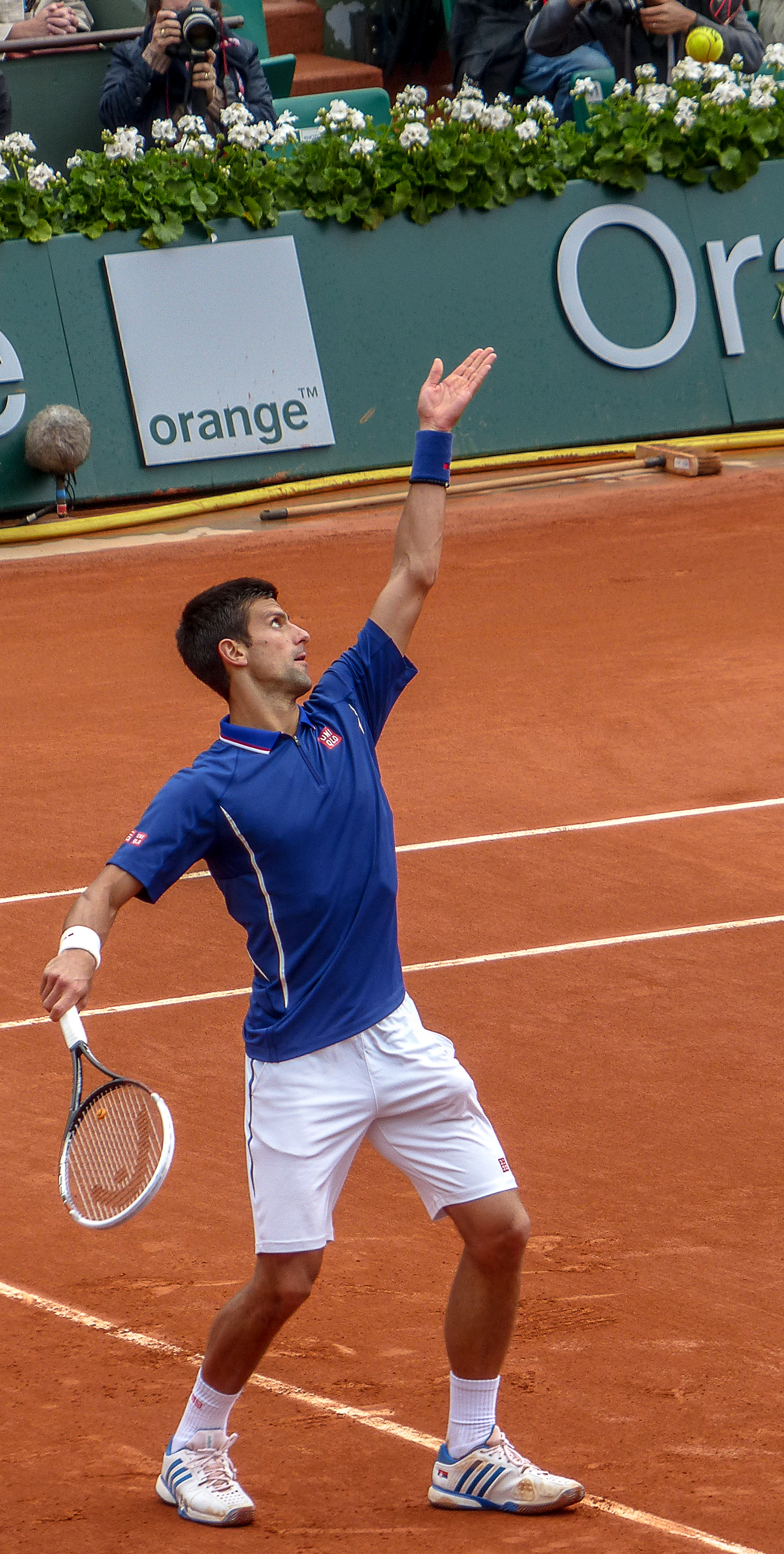
Servizio di Đoković al Roland Garros 2013

Đoković sa adattarsi a ogni superficie (ha vinto numerosi tornei sia sull'erba, sia sulla terra rossa, sia sul sintetico) e basa il proprio gioco su una condotta particolarmente atletica e aggressiva. I suoi maggiori punti di forza derivano dalle grandi doti atletiche, che gli permettono di affrontare incontri anche molto lunghi mantenendo un livello di gioco costante (sua è infatti la vittoria nella finale Slam più lunga di sempre contro Rafael Nadal agli Australian Open 2012, durata ben 5 ore e 53 minuti), e dalla grande precisione in risposta al servizio dell'avversario, che gli permette di ottenere punti diretti in risposta. I suoi colpi da fondo campo, rovescio e diritto, sono potenti, profondi e incisivi. La sua prestanza fisica gli permette di uscire indenne anche dalle partite più lunghe e dispendiose dal punto di vista energetico, mentre la sua visione di gioco, e le sue capacità difensive gli garantiscono un'eccellente copertura del campo e recuperi da situazioni di notevole difficoltà.
Straordinaria e univocamente riconosciuta è la sua capacità di mantenere l'equilibrio anche in situazioni precarie, di allungo o spaccata, coordinandosi in modo da ottenere l'ideale impatto con la pallina. Proverbiale la sua posizione in campo, attaccato alla linea di fondo campo e rapidissimo coi piedi, caratteristica che gli consente di avere la corretta distanza dalla palla in ogni situazione. 
Nel corso della sua carriera, il gioco che esprimeva nel suo prime fisico, prevalentemente da fondo campo particolarmente incline ai lunghi rally e a fasi difensive impenetrabili, ha subito variazioni tecniche e tattiche. Le aggiunte di un gioco di volo di altissimo profilo, di atteggiamenti soprattutto all'uscita dal servizio più aggressivi  e anche di qualche sporadico serve & volley, gli hanno permesso, soprattutto nel post 2020, di ottenere più risultati accorciando gli scambi, pur mantenendo un’anima profondamente votata al gioco da fondo. In definitiva è complesso delineare un’identikit tecnico del Serbo, in quanto è stato capace di modificare, innovare, arricchire e perfezionare il suo gioco nelle varie fasi della sua carriera.
Oltre che per le sue doti fisiche e tecniche, spicca in doti di forza e freddezza mentale: nel corso della sua carriera spesso ha annullato match-point e vinto degli incontri sfruttando il tracollo psicologico dell'avversario.
Una dimostrazione di questa forza mentale si è vista nella vittoriosa finale dello Shanghai Masters 2012, dove in finale ha annullato cinque match-point nel secondo set a Andy Murray. Altro celebre esempio è la finale del torneo di Wimbledon 2019, in cui ha annullato due match point nel quinto set sul servizio di Roger Federer, con la quasi totalità del pubblico a favore dello svizzero, per poi vincere la finale più lunga della storia del torneo per 13-12.

### Colpi

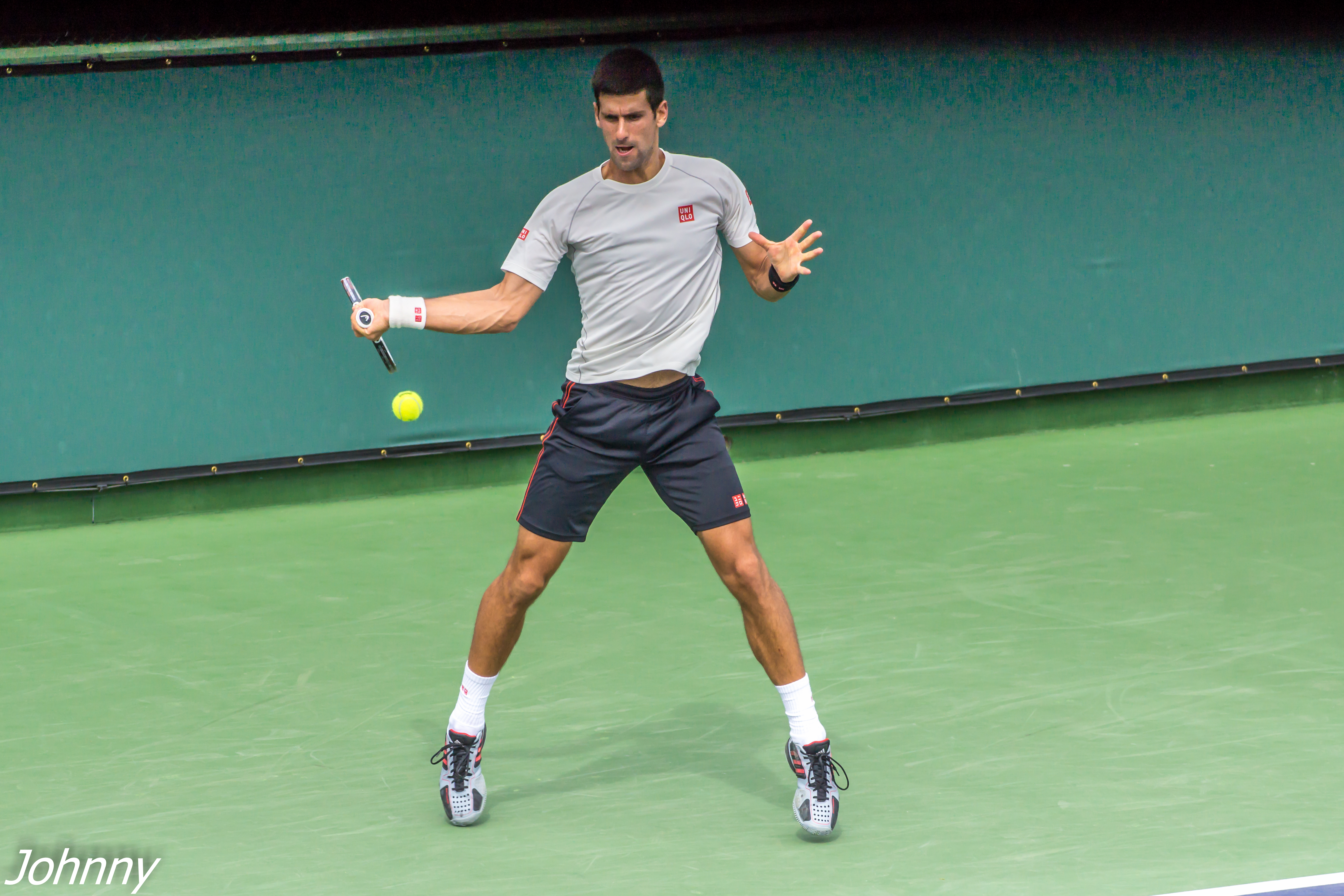
Il potente diritto del serbo

Il dritto è uno dei suoi colpi più efficaci: viene eseguito con una presa western a 3/4, partendo da una posizione semi-aperta e con una grande rotazione dei fianchi, delle spalle e del busto, necessarie per compensare l'impugnatura estrema. Durante il movimento, Novak tiene la testa ferma e gli occhi fissi sulla palla, colpisce normalmente dal basso verso l'alto, imprimendo una buona rotazione in top alla palla, per poi chiudere avvolgendo il braccio attorno al busto.Colpo meno naturale rispetto al rovescio che tuttavia ha subito un costante miglioramento nel corso della carriera diventando un colpo solido, profondo e potente.

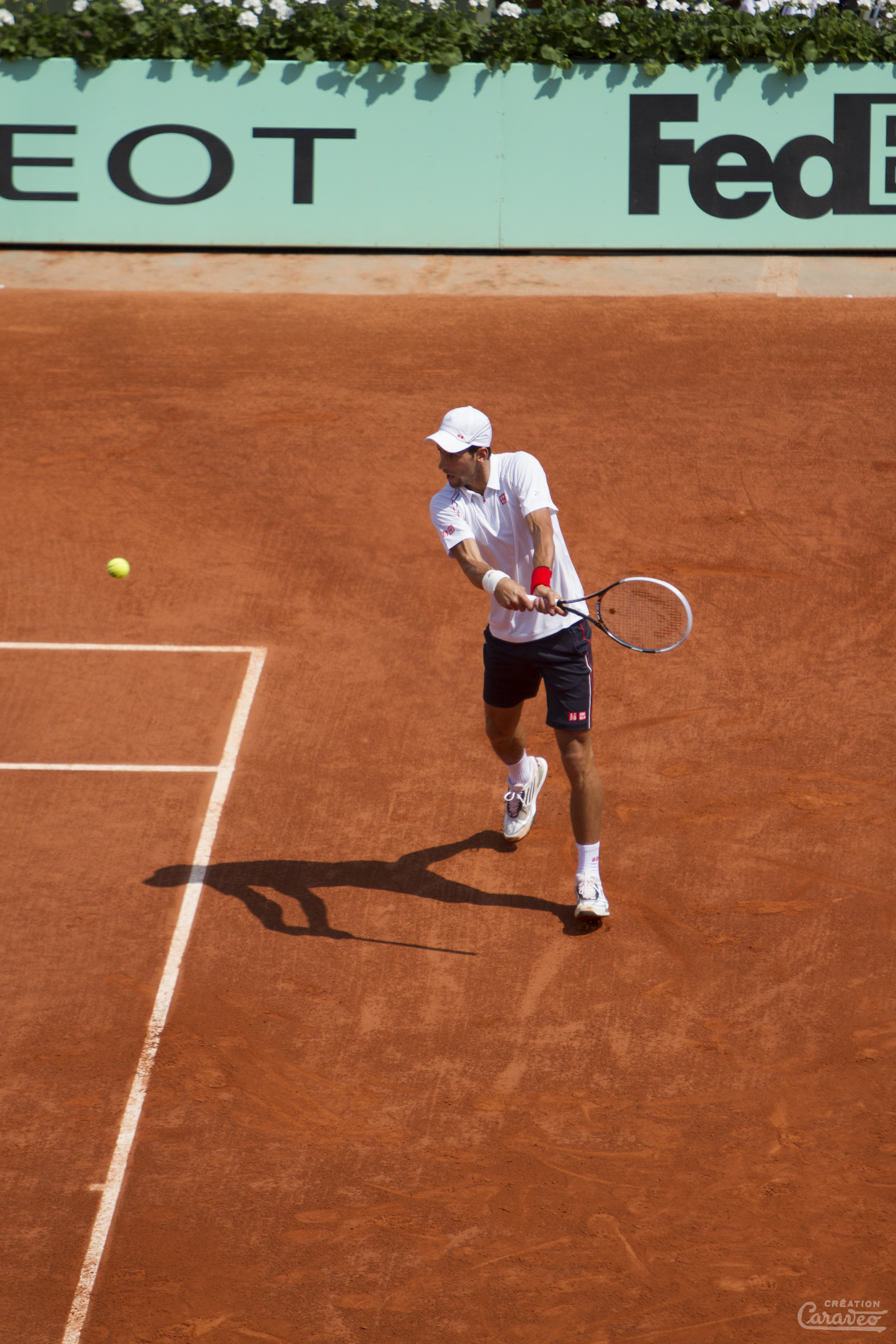
Il rovescio bimane di Nole

Il rovescio bimane di Novak, annoverato tra i più efficaci del tour, incomincia con una solida presa di entrambe le mani. Quando la pallina si avvicina, il movimento del busto è molto fluido, al contatto con la palla la testa rimane ferma, poi si alza seguendo il movimento del corpo, sfruttando così una buona parte dell'energia cinetica disponibile.  Si tratta senza dubbio del colpo più naturale per il Serbo, che è stato uno dei pionieri dell’utilizzo del rovescio bimane come efficace arma offensiva, soprattutto lungolinea.
Il rovescio in back viene usato abilmente dal serbo per cambiare ritmo allo scambio o per difendersi riuscendo a tenere la palla bassa in slice, particolarmente efficace soprattutto sull’erba.
All'inizio il servizio di Nole era molto buono, teso e potente. Nelle stagioni 2009 e 2010 ha avuto notevoli difficoltà nella battuta, probabilmente perché Todd Martin, che era entrato nel suo team, insisteva nel farlo battere con un movimento scattante e veloce, rendendo però la battuta abbreviata e fin troppo meccanica. Dopo queste difficoltà è tornato a battere come prima e il suo servizio (indifferentemente pericoloso, tanto che la palla sia colpita di piatto, flat, o di taglio, slice) è divenuto una delle sue armi più importanti: mentre la palla viene lanciata, non troppo in alto, le gambe effettuano un moderato piegamento e colpisce la palla quando si è elevato da terra, nella metà superiore della racchetta.
La volée di dritto è eseguita facendo fare alla racchetta un movimento avanti-indietro-avanti, impugnandola tenendo la nocca dell'indice circa a metà manico. Nella volée di rovescio usa la stessa impugnatura della volée di dritto, esponendo la racchetta un po' troppo.
Per universale riconoscimento di tecnici, giocatori e commentatori (per esempio John McEnroe, Gaël Monfils e Andy Murray), il suo colpo migliore resta tuttavia la risposta al servizio, fondamentale nel quale è probabilmente il miglior interprete della storia e in cui abbina prontezza di riflessi, potenza e precisione. Il serbo ha chiuso la stagione 2012 col 60% di risposte alla seconda di servizio degli avversari. Questa abilità gli consente spesso di mettere in difficoltà gli avversari facendogli perdere il turno di servizio.
La peculiarità, sotto questo aspetto, di Nole sta nell’aver sdoganato la risposta profonda (sia di dritto che di rovescio) tra i piedi dell’avversario, che costringe lo stesso, nel migliore dei casi, a cominciare lo scambio con un colpo interlocutorio sul quale Djokovic spesso costruisce i propri break. Tra l’altro ritrovandosi la palla tra i piedi pochi istanti dopo averla battuta, l’avversario spesso non riesce nemmeno a cominciare lo scambio. Una risposta, quella del serbo, con alte percentuali di successo e che ha sempre messo in difficoltà anche i migliori servizi del circuito. 
Tale è la capacità di Djokovic di leggere il servizio avversario, che non è raro vedergli rispondere con un vincente direttamente dalla battuta altrui.

## Allenatori e team
Dall'autunno del 2005 fino a giugno 2006, Đoković è stato allenato da Riccardo Piatti, che divideva il suo tempo tra il serbo e Ivan Ljubičić. Il rapporto si ruppe quando Piatti rifiutò di allenarlo in modo esclusivo.
Dal giugno del 2006 è stato allenato dall'ex tennista Marián Vajda che assunse come coach dopo il Roland Garros di quell'anno. Ha poi avuto altri allenatori per brevi periodi: nel 2007, durante la stagione primaverile sul cemento, ha lavorato con l'ex specialista di doppio Mark Woodforde, con cui si è dedicato alle volée e al gioco a rete mentre Todd Martin ha fatto parte del suo team da agosto 2009 fino ad aprile 2010, un periodo caratterizzato dal tentativo di fargli cambiare la dinamica del servizio con risultati negativi causando un rendimento assai incostante e i numerosi doppi falli.

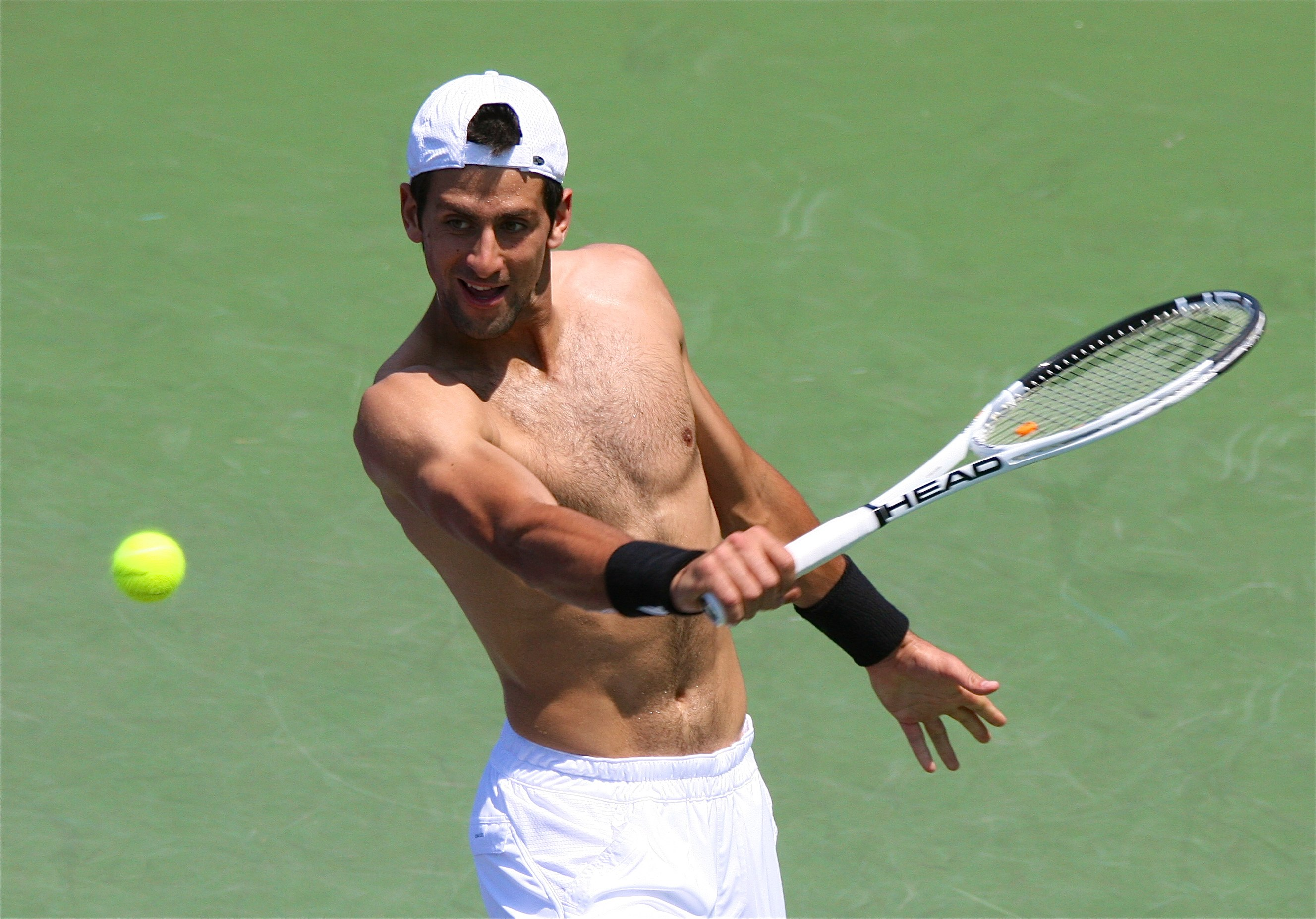
Đoković durante un allenamento al Masters di Miami 2009

Dagli inizi del 2007 Đoković ha lavorato con il fisioterapista Miljan Amanović che in precedenza seguiva il cestista Vladimir Radmanović. Dall'autunno del 2006 Đoković ha avuto l'israeliano Ronen Bega come preparatore atletico, ma i due si sono separati quando Đoković ha constatato una debolezza nel suo gioco a seguito delle continue sconfitte contro Nadal. Nell'aprile 2009, in vista del Masters di Roma, Đoković ha ingaggiato come preparatore atletico l'austriaco Gebhard Phil-Gritsch, che aveva già lavorato con Thomas Muster.
Nel luglio 2010, prima dello scontro di Coppa Davis con la Croazia, Đoković ha fatto entrare nel suo team il nutrizionista Igor Četojević, che si è inoltre occupato di medicina cinese ed agopunture e che ha scoperto l'intolleranza al glutine del tennista. Grazie al suo lavoro Đoković ha migliorato le sue prestazioni in campo. Tuttavia dopo la vittoria a Wimbledon nel 2011 Četojević ha lasciato il team.
L'ex giocatore Dušan Vemić ha fatto parte della squadra di Đoković dall'inizio del 2012 ad agosto 2013 come compagno di allenamenti.
A fine 2013 Đoković ha scelto l'ex campione Slam ed ex numero 1 Boris Becker come suo principale allenatore, collaborando con lui fino al dicembre del 2016. A seguito di risultati non buoni ottenuti a inizio anno, nel maggio del 2017 si separa dal proprio staff con cui aveva lavorato sin dai primi anni della carriera.
Dopo gli Internazionali d'Italia 2017 annuncia l'inizio della collaborazione con Andre Agassi a partire dall'Open di Francia 2017. In occasione del rinnovamento dello staff inizia la collaborazione con il fisioterapeuta italo-argentino Ulises Badio, che lo affiancherà durante i duri mesi di recupero dall’infortunio di Wimbledon. A fine marzo 2018 annuncia la fine della collaborazione con Agassi e il ritorno in squadra di Marián Vajda, dal quale si separa nuovamente nel marzo 2022. Da giugno 2019 anche Goran Ivanišević entra a far parte dello staff tecnico di Đoković prima come co-allenatore e dopo la fine della collaborazione con Vajda come unico allenatore.
Nel 2024 Goran Ivanišević lascia il team di Đoković, i due insieme hanno vinto 12 tornei del Grande Slam.
Per un breve periodo inizia a collaborare con l'ex- primatista di doppio Nenad Zimonjic. Poco dopo cambia anche preparatore atletico chiudendo l'esperienza con l'italiano Marco Panichi, nel team dal 2017, e riassumendo Gebhard Phil-Gritsch, suo predecessore nel periodo 2009-2017. Nel novembre 2024 assume come coach Andy Murray. Nel maggio del 2025 Djokovic si separa da Murray in seguito a risultati non soddisfacenti. Dopo qualche torneo aggiunge nel suo staff tecnico, il già noto Vemic, già dall'Open di Francia, principalmente come analista, l'ex-direttore del Novak Tennis Center, Boris Bošnjaković. Prima di Wimbledon cambia il preparatore atletico sostituendo Phil-Gritsch con Dalibor Sirola che ritrova nello staff di Djokovic il fisioterapista Claudio Zimaglia, entrambi facenti parte del team Piatti (e dell'ex-team di Sinner).

## Sponsorizzazioni e investimenti
Đoković sostiene Telekom Serbia e la marca nutrizionale FitLine. Ha fatto alcuni spot pubblicitari per la catena di supermercati Idea, branca serba della croata Konzum.
Nell'agosto del 2011, Audemars Piguet ha nominato il serbo ambasciatore del marchio. Meno di un mese dopo ha firmato un contratto con Mercedes-Benz. A marzo 2012 Bombardier Learjet ha nominato Novak ambasciatore del marchio.
Dal 2008 il serbo è stato rappresentato dalla Creative Artists Agency (CCA). Nel 2012 il contratto è scaduto e Nole ha firmato un contratto con la IMG. Nel 2013 Novak Đoković è diventato il nuovo ambasciatore della compagnia aerea Air Serbia.
Dal 2014 Nole è testimonial della Peugeot. Per il marchio automobilistico, è apparso in uno spot televisivo per pubblicizzare la Peugeot 208.

### Investimenti
Nel 2005, dopo che aveva incominciato a scalare diverse posizioni in classifica, Novak Đoković ha cominciato ad avventurarsi negli affari. Ha infatti fondato insieme alla famiglia un'impresa in Serbia chiamata Family Sport. Registrata come società a responsabilità limitata, l'impresa era inizialmente rivolta alla ristorazione. Gestita principalmente dal padre di Novak (Srđan) e dallo zio Goran. Negli anni l'impresa si è ampliata anche nel settore immobiliare, nell'organizzazione di eventi sportivi o di intrattenimento e nella distribuzione di abbigliamento sportivo. L'azienda ha aperto anche diversi bar tematici denominati Novak Café, ma anche alcuni Novak Café & Restaurant a Belgrado.
Nel 2008 la società ha vinto una gara d'appalto nella Nuova Belgrado presentando un'offerta di 11 milioni di euro per 3,8 ettari di terreno, con l'intenzione di costruire un grande centro tennis. Al 2013, la costruzione doveva ancora incominciare.
Nel 2009 Family Sport ha comprato la licenza del torneo ATP Dutch Open portandola in Serbia per inaugurare il torneo del Serbia Open. Dopo quattro anni, però, l'impresa ha smesso di finanziare il torneo, costringendolo così alla chiusura.
È stato annunciato nel 2012 che l'impresa della famiglia Đoković aveva acquistato l'intera produzione dell'anno successivo del formaggio di asina della Serbia (prodotto da una sola azienda nel Paese). L'azione è stata intrapresa per garantire un approvvigionamento sicuro per la loro catena di ristoranti in Serbia.

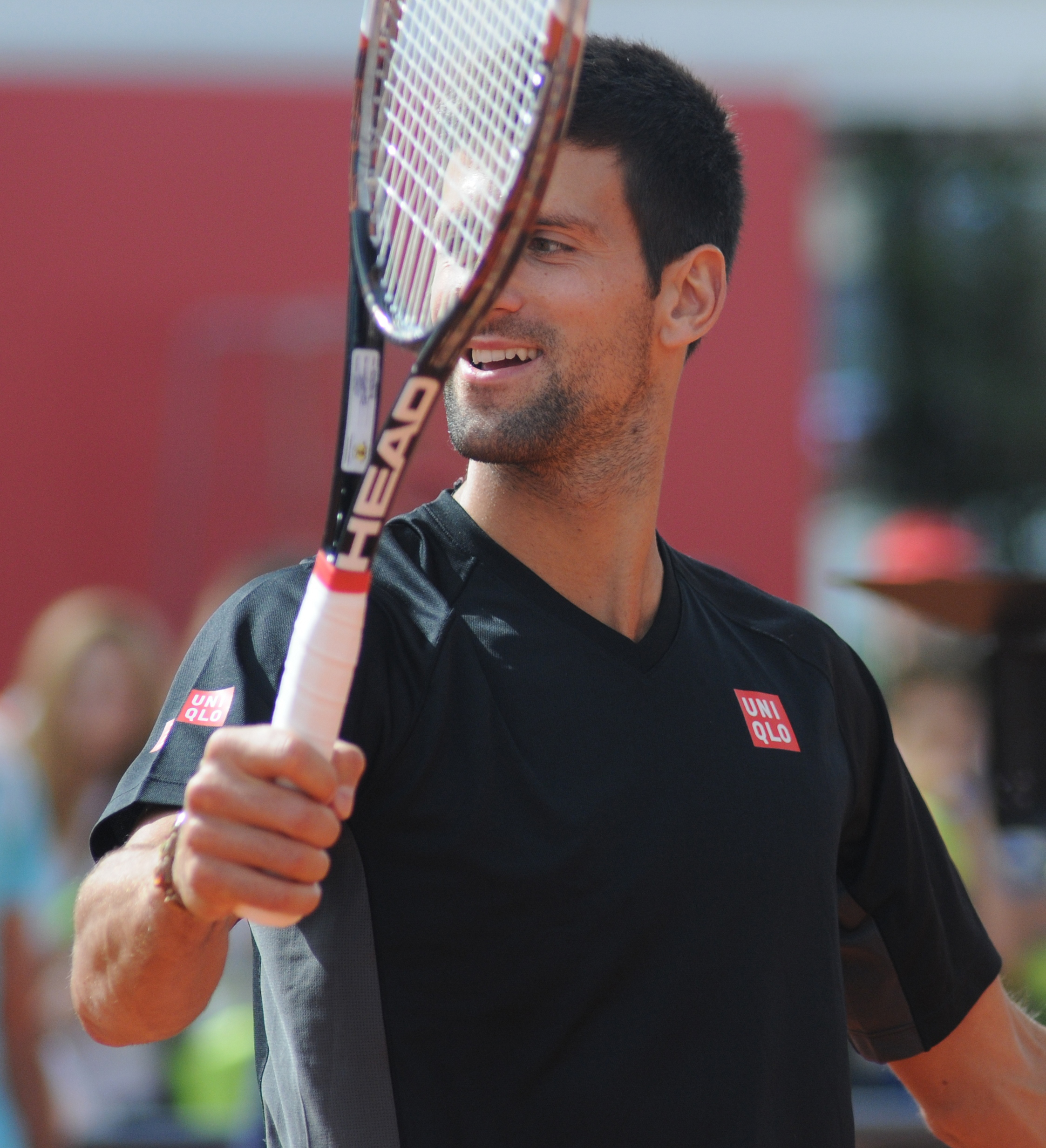
Il serbo con abbigliamento UNIQLO e la sua racchetta Head "Graphene Speed Pro"

### Equipaggiamento
Quando Đoković è diventato professionista utilizzava Adidas come sponsor tecnico, sia per l'abbigliamento sia per le scarpe. Alla fine del 2009 ha firmato un accordo di 10 anni con la Sergio Tacchini dopo che Adidas ha rifiutato di prolungare il suo contratto, firmando invece con Andy Murray. Tuttavia Novak ha continuato a indossare calzature del marchio tedesco, poiché la Sergio Tacchini non produce scarpe. Il 23 maggio 2012 è passato a UNIQLO, che ha nominato Nole come ambasciatore del marchio nel mondo. Il 22 maggio 2017 annuncia il passaggio a Lacoste, con cui firma un contratto quinquennale. Per quanto riguarda le calzature, il tennista ha firmato nel 2018 una partnership con Asics, in qualità di suo global footwear ambassador.
Per quanto riguarda la racchetta, appena entrato nel circuito professionistico Novak utilizzava una "Liquidmetal Radical" della Head. Nel 2005 ha cambiato sponsor passando a Wilson; tuttavia non riuscendo a trovare una racchetta simile a quelle prodotte dalla precedente azienda, nel 2009 ritornò a utilizzare racchette Head, in particolare una "Head YouTek Speed Pro". Dal 2011 al 2013, invece, ha utilizzato una "Head's YouTek IG Speed Pro [18x20]". A partire dal 2013, ha cominciato a promuovere le "Graphene Speed Pro".

## Presenza nei media
Novak Đoković, dopo essere riuscito a vincere i suoi primi tornei nel circuito ATP, è diventato immediatamente una persona presente in molti talk show in ogni parte del mondo grazie soprattutto al suo carattere estroverso, alla capacità di parlare molte lingue ed alla sua comicità. La sua prima apparizione in un programma statunitense è avvenuta dopo la conquista degli Australian Open nel 2008 nel programma The Tonight Show with Jay Leno. Sempre nel 2008 è ospite nella prima semifinale dell'Eurovision Song Contest ospitato a Belgrado. In tale occasione si esibisce in un duetto col conduttore Željko Joksimović e dà il via al televoto lanciando un'enorme pallina da tennis verso il pubblico.

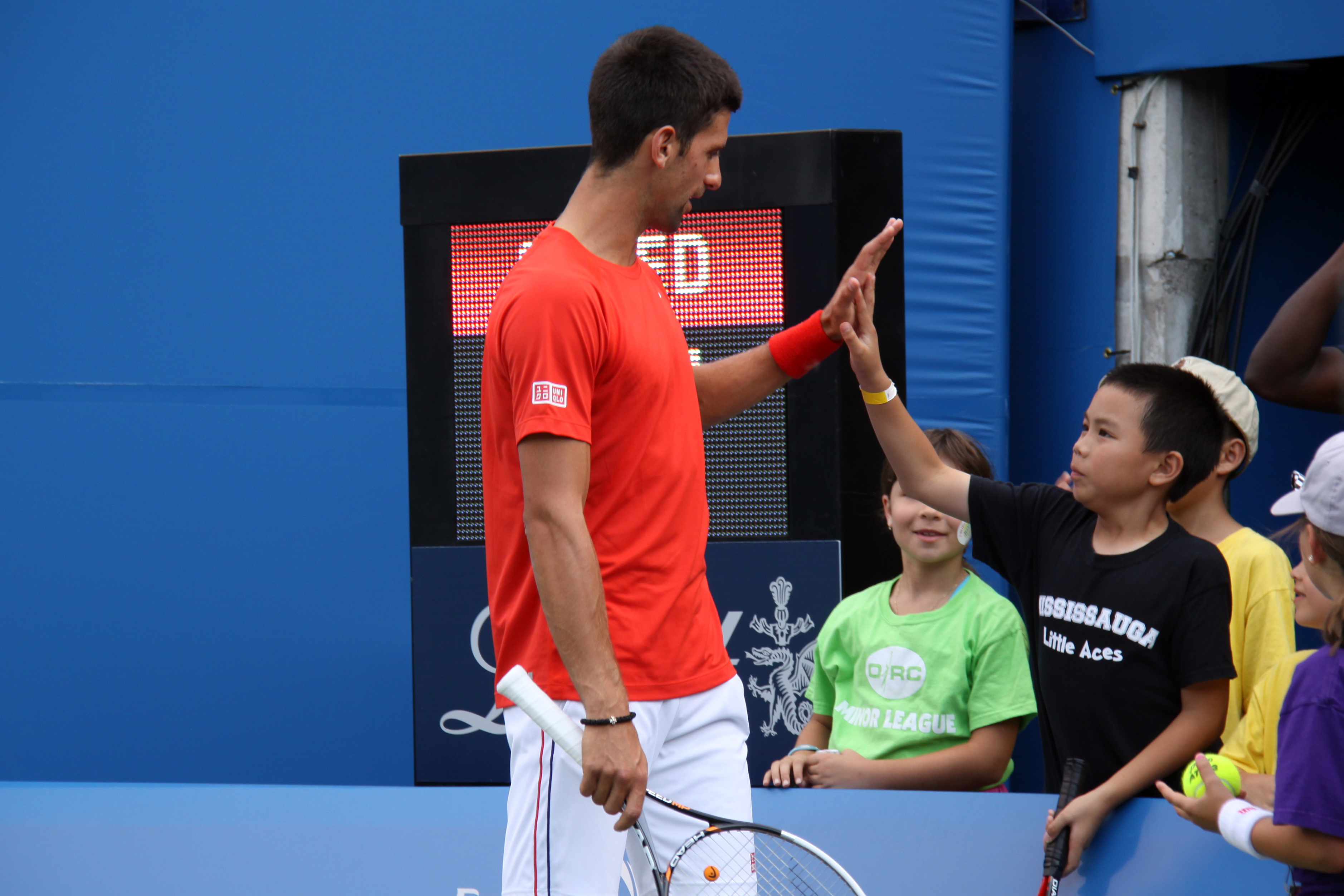
Il serbo mentre batte il cinque a un piccolo tifoso a Toronto, nel 2012

È apparso nel video di Martin Solveig e Dragonette Hello, girato nel 2010 sul campo centrale del tennis di Parigi del Roland Garros. Nella breve apparizione, scende in campo durante il match point in favore di Bob Sinclar. Dopo un dritto di Martin Solveig, la pallina rimbalza nei pressi della linea e viene chiamata fuori dal giudice di linea. Il serbo, però, si reca dal giudice per esortarlo a controllare il segno. La palla si rivela, così, dentro al campo.
È apparso in tre trasmissioni del comico italiano Fiorello (Fiorello Show di SKY nel 2009, Il più grande spettacolo dopo il weekend di Rai 1 nel 2011 e al Festival di Sanremo di Rai 1 nel 2020).
Nel 2011, eccellente stagione per il serbo, è apparso in diverse reti televisive statunitensi specialmente dopo la vittoria agli US Open. Tra i vari programmi si possono ricordare Live With Regis and Kelly, The Early Show, Today e Late Night with Jimmy Fallon. Il 30 novembre 2011 viene ufficializzata la presenza del tennista nel film d'azione I mercenari 2 in uscita nelle sale americane il 17 agosto 2012; è il suo esordio cinematografico. Tuttavia, in fase di montaggio del film, le scene in cui compare Novak sono state tagliate.
Nel 2012 è apparso sulla copertina della rivista italiana GQ, è stato analizzato nello show della CBS 60 Minutes, è apparso nel programma francese Le Grand Journal ed è stato eletto come uno degli uomini più influenti dell'anno dalla rivista Time. È, inoltre, apparso in uno spot televisivo con Marija Šarapova per promuovere le racchette Head. Nella pubblicità, utilizzano la racchetta per diverse attività, come il golf e il bowling. Infine provano con un servizio a colpire una confezione di palline da tennis sulla testa dell'altra, imitando il colpo con cui Roger Federer è diventato popolare su YouTube, ma con esilaranti risultati.
Il 6 aprile 2014 è stato ospite del programma Che tempo che fa di Fabio Fazio.
È noto su Internet per aver imitato gli atteggiamenti in campo di molti tennisti, tra i quali Marija Šarapova, Rafael Nadal, Andy Roddick, Serena Williams, Roger Federer e Ana Ivanović.
Il 5 febbraio 2020 alla seconda serata del 70º Festival di Sanremo, presente in sala tra il pubblico, invitato da Fiorello che sfoggia una sua racchetta, sale sul palco e dichiaratosi fan di Eros Ramazzotti, insieme allo stesso Fiorello e Amadeus, canta Terra promessa.

## Statistiche

### Tornei dello Slam

#### Risultati in progressione nei tornei dello Slam
| V | F | SF | QF | #T | RR | Q# | A | ND |

(V) Torneo vinto; raggiunto (F) finale, (SF) semifinale, (QF) quarti di finale, (#T) turni 4, 3, 2, 1; (RR) round - robin; (Q#) Turno di qualificazione; (A) assente dal torneo; (ND) torneo non disputato.
| Torneo             | Torneo             | 2005 | 2006 | 2007 | 2008 | 2009 | 2010 | 2011 | 2012 | 2013 | 2014 | 2015 | 2016 | 2017 | 2018 | 2019 | 2020 | 2021 | 2022 | 2023 | 2024 | 2025 | Titoli  | V-S    |
| Grande Slam        |                    |      |      |      |      |      |      |      |      |      |      |      |      |      |      |      |      |      |      |      |      |      |         |        |
| Australian Open    | Australian Open    | 1T   | 1T   | 4T   | V    | QF   | QF   | V    | V    | V    | QF   | V    | V    | 2T   | 4T   | V    | V    | V    | A    | V    | SF   | SF   | 10 / 20 | 99–10  |
| Roland Garros      | Roland Garros      | 2T   | QF   | SF   | SF   | 3T   | QF   | SF   | F    | SF   | F    | F    | V    | QF   | QF   | SF   | F    | V    | QF   | V    | QF   | SF   | 3 / 21  | 101–17 |
| Wimbledon          | Wimbledon          | 3T   | 4T   | SF   | 2T   | QF   | SF   | V    | SF   | F    | V    | V    | 3T   | QF   | V    | V    | ND   | V    | V    | F    | F    | SF   | 7 / 20  | 102–13 |
| US Open            | US Open            | 3T   | 3T   | F    | SF   | SF   | F    | V    | F    | F    | SF   | V    | F    | A    | V    | 4T   | 4T   | F    | A    | V    | 3T   |      | 4 / 18  | 90–14  |
| Vittorie-Sconfitte | Vittorie-Sconfitte | 5–4  | 9–4  | 19–4 | 18–3 | 15–4 | 19–4 | 25–1 | 24–3 | 24–3 | 22–3 | 27–1 | 21–2 | 9–3  | 21–2 | 22–2 | 16–2 | 27–1 | 11–1 | 27–1 | 16–3 | 15–3 | 24 / 79 | 397–54 |

#### Vittorie (24)
| N.  | Data              | Torneo                          | Superficie  | Avversari in finale   | Punteggio                          |
| 1.  | 27 gennaio 2008   | Australian Open, Melbourne      | Cemento     | Jo-Wilfried Tsonga    | 4–6, 6–4, 6–3, 7–6(2)              |
| 2.  | 30 gennaio 2011   | Australian Open, Melbourne (2)  | Cemento     | Andy Murray           | 6–4, 6–2, 6–3                      |
| 3.  | 3 luglio 2011     | Wimbledon, Londra               | Erba        | Rafael Nadal          | 6–4, 6–1, 1–6, 6–3                 |
| 4.  | 12 settembre 2011 | US Open, New York               | Cemento     | Rafael Nadal          | 6–2, 6–4, 6(3)–7, 6–1              |
| 5.  | 29 gennaio 2012   | Australian Open, Melbourne (3)  | Cemento     | Rafael Nadal          | 5–7, 6–4, 6–2, 6(5)–7, 7–5         |
| 6.  | 27 gennaio 2013   | Australian Open, Melbourne (4)  | Cemento     | Andy Murray           | 6(2)–7, 7–6(3), 6–3, 6–2           |
| 7.  | 6 luglio 2014     | Wimbledon, Londra (2)           | Erba        | Roger Federer         | 6(7)–7, 6–4, 7–6(4), 5–7, 6–4      |
| 8.  | 1º febbraio 2015  | Australian Open, Melbourne (5)  | Cemento     | Andy Murray           | 7–6(5), 6(4)–7, 6–3, 6–0           |
| 9.  | 12 luglio 2015    | Wimbledon, Londra (3)           | Erba        | Roger Federer         | 7–6(1), 6(10)–7, 6–4, 6–3          |
| 10. | 13 settembre 2015 | US Open, New York (2)           | Cemento     | Roger Federer         | 6–4, 5–7, 6–4, 6–4                 |
| 11. | 31 gennaio 2016   | Australian Open, Melbourne (6)  | Cemento     | Andy Murray           | 6–1, 7–5, 7–6(3)                   |
| 12. | 5 giugno 2016     | Roland Garros, Parigi           | Terra rossa | Andy Murray           | 3–6, 6–1, 6–2, 6–4                 |
| 13. | 15 luglio 2018    | Wimbledon, Londra (4)           | Erba        | Kevin Anderson        | 6–2, 6–2, 7–6(3)                   |
| 14. | 9 settembre 2018  | US Open, New York (3)           | Cemento     | Juan Martín del Potro | 6–3, 7–6(4), 6–3                   |
| 15. | 27 gennaio 2019   | Australian Open, Melbourne (7)  | Cemento     | Rafael Nadal          | 6–3, 6–2, 6–3                      |
| 16. | 14 luglio 2019    | Wimbledon, Londra (5)           | Erba        | Roger Federer         | 7–6(5), 1–6, 7–6(4), 4–6, 13–12(3) |
| 17. | 2 febbraio 2020   | Australian Open, Melbourne (8)  | Cemento     | Dominic Thiem         | 6–4, 4–6, 2–6, 6–3, 6–4            |
| 18. | 21 febbraio 2021  | Australian Open, Melbourne (9)  | Cemento     | Daniil Medvedev       | 7–5, 6–2, 6–2                      |
| 19. | 13 giugno 2021    | Roland Garros, Parigi (2)       | Terra rossa | Stefanos Tsitsipas    | 6(6)–7, 2–6, 6–3, 6–2, 6–4         |
| 20. | 11 luglio 2021    | Wimbledon, Londra (6)           | Erba        | Matteo Berrettini     | 6(4)–7, 6–4, 6–4, 6–3              |
| 21. | 10 luglio 2022    | Wimbledon, Londra (7)           | Erba        | Nick Kyrgios          | 4–6, 6–3, 6–4, 7–6(3)              |
| 22. | 29 gennaio 2023   | Australian Open, Melbourne (10) | Cemento     | Stefanos Tsitsipas    | 6–3, 7–6(4), 7–6(5)                |
| 23. | 11 giugno 2023    | Roland Garros, Parigi (3)       | Terra rossa | Casper Ruud           | 7–6(1), 6–3, 7–5                   |
| 24. | 10 settembre 2023 | US Open, New York (4)           | Cemento     | Daniil Medvedev       | 6–3, 7–6(5), 6–3                   |

#### Finali perse (13)
| N.  | Data              | Torneo                    | Superficie      | Avversari in finale | Punteggio                   |
| 1.  | 9 settembre 2007  | US Open, New York         | Cemento         | Roger Federer       | 6(4)–7, 6(2)–7, 4–6         |
| 2.  | 13 settembre 2010 | US Open, New York (2)     | Cemento         | Rafael Nadal        | 4–6, 7–5, 4–6, 2–6          |
| 3.  | 11 giugno 2012    | Roland Garros, Parigi     | Terra rossa     | Rafael Nadal        | 4–6, 3–6, 6–2, 5–7          |
| 4.  | 10 settembre 2012 | US Open, New York (3)     | Cemento         | Andy Murray         | 6(10)–7, 5–7, 6–2, 6–3, 2–6 |
| 5.  | 7 luglio 2013     | Wimbledon, Londra         | Erba            | Andy Murray         | 4–6, 5–7, 4–6               |
| 6.  | 9 settembre 2013  | US Open, New York (4)     | Cemento         | Rafael Nadal        | 2–6, 6–3, 4–6, 1–6          |
| 7.  | 8 giugno 2014     | Roland Garros, Parigi (2) | Terra rossa     | Rafael Nadal        | 6–3, 5–7, 2–6, 4–6          |
| 8.  | 7 giugno 2015     | Roland Garros, Parigi (3) | Terra rossa     | Stan Wawrinka       | 6–4, 4–6, 3–6, 4–6          |
| 9.  | 11 settembre 2016 | US Open, New York (5)     | Cemento         | Stan Wawrinka       | 7–6(1), 4–6, 5–7, 3–6       |
| 10. | 11 ottobre 2020   | Roland Garros, Parigi (4) | Terra rossa (i) | Rafael Nadal        | 0–6, 2–6, 5–7               |
| 11. | 12 settembre 2021 | US Open, New York (6)     | Cemento         | Daniil Medvedev     | 4–6, 4–6, 4–6               |
| 12. | 16 luglio 2023    | Wimbledon, Londra (2)     | Erba            | Carlos Alcaraz      | 6–1, 6(6)–7, 1–6, 6–3, 4–6  |
| 13. | 14 luglio 2024    | Wimbledon, Londra (3)     | Erba            | Carlos Alcaraz      | 2–6, 2–6, 6(4)–7            |